# Сеймуры
Сеймуры (англ. House of Seymour) — английский аристократический род, для представителей которого создавалось несколько дворянских титулов. В настоящее время существует 2 основных ветви рода; глава одной носит титул герцога Сомерсета, глава второй — маркиза Хартфорда.

## История

### Ранняя история
Артур Коллинз полагал, что предки Сеймуров появились в Англии или во время Нормандского завоевание, или вскоре после него. Уильям Камден полагал, что первоначально родовым прозванием было Сен-Мор (фр. St Maur, на старых латинских записях — D. S. Mauro,), которое происходило от одноимённого места в Нормандии.
Утверждалось, что родоначальником Сеймуров был некий Ги де Сен-Мор, сопровождавший Вильгельма I Завоевателя при завоевании Англии. Однако самые ранние достоверные упоминания о представителях рода относятся к XIII веку. Уильям Камден в своём труде «Британия» в разделе, посвящённом Монмутширу, указывает, что Уильям Сен-Мор, который при помощи Гилберта Маршала, 4-го графа Пембрука, около 1240 года смог отвоевать у валлийцев поселение Уонди, располагавшееся неподалёку от Калдикота в Монмутшире. Вскоре после этого он стал владельцем Уонди и Пенхау. Именно поместье Пенхау стало главной резиденцией семьи. Здесь же им принадлежал замок, который оставался во владении Сеймуров до правления Генриха VIII
. Наследником Уильяма был Роджер I де Сен-Мор, который служил королям Генриху III и Эдуарду I и умер не позже 1300 года.
Джон де Сен-Мор, умерший в 1359 году, оставил сына по имени Роджер, наследницей которого была дочь, вышедшая замуж за представителя рода Боулейс. В итоге Уонди и Пенхау были Сеймурами потеряны. Однако младший брат Джона, Роджер (умер в 1365), женился на Сесили Бошан, одной из дочерей и сонаследниц Джона Бошана, 2-го барона Бошана из Сомерсета, получившей большую часть владений её отца. В состав унаследованных земель входили маноры Хатч Бошан в Сомерсете, центр одноимённой феодальной баронии, Шептон Бошан, Меррифилд и треть манора Шептон Маллет в Сомерсете, маноры Боултбери и Хабертон в Девоне, Дортон в Бакингемшире и Литтл Хау в Саффолке. Благодаря этому наследству последующая история Сеймуров связана с Сомерсетом.
Старшим из сыновей, родившихся в браке Роджера и Сесили, был сэр Уильям Сен-Мор. Именно в это время родовое прозвание меняется на Сеймур. Уильям служил под началом Эдуарда Чёрного принца. Он женился на Маргарет де ла Мар, двоюродной сестре Питера де ла Мара, знаменитого спикера палаты общин во время работы Хорошего парламента 1376 года. Благодаря браку Уильям приобрёл поместье Бробери в долине Уай в Херефордшире. В 1388 году он вместе с Малькольмом де ла Маром, ещё одним двоюродным братом жены, заседал от Херефордшира в Кембриджском парламенте 1388 года. Уильям умер в 1391 году раньше матери, поэтому наследником её владений в 1394 году стал его сын Роджер, который ещё больше их увеличил благодаря браку с Мод, дочерью сэра Уильяма Эстурми из Вульфхолла в Уилтшире. Кроме того, Роджер унаследовал ещё и владения Питера и Малькольма де ла Маров, не оставивших наследников.

### Возвышение рода
В течение последующих нескольких поколений значение семьи в Западной Англии росло. Один из представителей рода, сэр Джон Сеймур (умер в 1536) был заметной фигурой во время правления королей Генриха VII и Генриха VIII. В 1498—1527 годах он 6 раз становился шерифом Уилтшира, Сомерсета и Дорсета. От брака с Марджери Уэнтворт, старшей дочерью сэра Генри Уэнтворта из Неттлстеда (Саффолк), он оставил 10 детей, из которых четверо умерли раньше него. Одна из дочерей, Джейн Сеймур, стала третьей супругой Генриха VIII, родив ему долгожданного наследника, ставшего после смерти отца королём под именем Эдуарда VI. Двое сыновей, Эдуард и Томас Сеймуры, были видными государственными деятелями при английском дворе.
Эдуард, получивший в 1536 году после брака Генриха VIII на его сестре титул барона Бошана из Аша (Сомерсет), а в 1537 году — титул графа Хартфорда, имел заметное влияние при королевском дворе даже после смерти сестры, став в 1541 году ещё и рыцарем ордена Подвязки. После смерти вступления на престол в 1547 году несовершеннолетнего племянника Эдуарда VI он стал лордом-протектором королевства и получил титул герцога Сомерсета, обладая почти королевской властью. Его брат Томас, получивший титул барона Сомерсета из Садли и должность лорда-адмирала, считал, что должен играть более важную роль, в результате чего предпринял ряд опрометчивых действий, пытаясь подорвать авторитет брата, что в итоге привело его к казни в 1549 году. В этом же году недовольство политикой протектора привело к его падению. Герцог Сомерсет был лишён всех должностей и заключён в Тауэр. Хотя оказавшийся у власти Джон Дадли, граф Уорик, помиловал бывшего протектора, в конце 1551 года тот был вновь арестован по обвинению в государственной измене. Хотя суд в итоге снял с герцога это обвинение, но признал его виновным в уголовном преступлении по условиям недавно принятого закона, запрещающего собирать людей для организации бунта. В результате 22 января 1552 года он был казнён.
От отца герцог Сомерсет унаследовал поместья, приносившие ему ежегодно доход около 275 фунтов; кроме того, в результате первого брака он получил ещё и земли с ежегодным доходом около 170 фунтов. Как и другие политики, пользующиеся благосклонностью Генриха VIII, Эдуард Сеймур получил от него большие земельные наделы. К середине 1540-х годов он значительно увеличил свои поместья, в основном за счет дарений и покупок. Все владения приносили ежегодный доход в 1700 фунтов, а с учётом других источников он получал около 2500 фунтов в год. Ещё больше свои владения он увеличил первые годы правления Эдуарда VI: новые земли приносили ежегодный доход в 3000 фунтов стерлингов. Ещё 2000 фунтов ему приносили различные должности; кроме того, в качестве лорда-протектора королевства он получал аннуитет в 8000 марок. Общий годовой доход герцога Сомерсета составлял около 12800 фунтов, что делало его самым богатым подданным Эдуарда VI.
Приобретённые владения герцога Сомерсета располагались в основном в Южной Англии, в первую очередь, в Сомерсете и Уилтшире. Кроме того, ему достались бывшие поместья кардинала Уолси в Йоркшире, бывшие монастырские владения в Хэмпшире и Сомерсете, а также владения, ранее принадлежавшие Говардам, епископам Бата и Уэллса и Уинчестера. Ещё Эдуард приобрёл недвижимость в Лондоне, где вскоре после смерти Генриха VIII начал строить на Стрэнде Сомерсет-хаус.
Эдуард Сеймур, 1-й герцог Сомерсет был женат дважды. От первой жены, Кэтрин, дочери и наследницы сэра Уильяма Филлола, землевладельца в Дорсете и Эссексе, у него родилось двое сыновей, которые парламентским актом Генриха VIII были лишены права наследования. Старший, Джон (1527—1552), был членом парламента от Вутттон-Бассета в Уилтшире в 1547 году, его брат Эдуард парламентским актом от 1554 года был восстановлен в наследственных правах и поселился в Берри-Помрой, Девон. Он стал родоначальником старшей ветви рода рода, которая после угасания младший ветви Сеймуров получила её владения и титулы.

### Младшая ветвь (графы и маркизы Хартфорд, герцоги Сомерсет)
Второй женой Эдуарда Сеймура, 1-го герцога Сомерсета, была Энн Стенхоуп, дочь сэра Эдварда Стенхоупа из Рэмптона (Ноттингемшир). По линии матери, Элизабет Буршье, она была потомком Эдуарда III. В этом браке родилось 4 сына и 6 дочерей. Согласно принятому в 1540 году парламентскому акту наследниками владений герцога Сомерсета стали дети от второго брака, а не от первого. В результате его наследником считался старший из выживших сыновей от второго брака — Эдуард Сеймур (22 мая 1539 — 6 апреля 1621), носивший с 1547 года титул учтивости «граф Хартфорд». Поскольку его отец был осужден за уголовное преступление, а не за государственную измену, его имущество не было конфисковано до тех пор, пока 12 апреля 1552 года парламент принял акт, объявивший о конфискации всех владений и титулов герцога Сомерсета. После восхождения на престо Марии I Эдуард Сеймур был восстановлен в правах парламентским актом, а её сестра Елизавета I 13 января 1559 года Елизавета присвоила ему титулы барона Бошана и графа Хартфорда. Он стал родоначальником первой ветви герцогов Сомерсет.
В ноябре или декабре 1560 года граф Хартфорд тайно женился на Кэтрин Грей (1540 — 26 января 1568), дочери Генри Грея, герцога Саффолка, и Френсис Брэндон, двоюродной сестре королевы и одной из наследниц английского престола по завещанию Генриха VIII. После того как о браке стало известно, Эдуарда и его жену поместили в Тауэр, где родились двое сыновей — Эдуард и Томас. В мае 1562 года церковная комиссия признала брак недействительным, а граф Хартфорд был оштрафован на 15 тысяч фунтов. До 1571 года он находился в заключении в различных загородных домах. Кэтрин умерла в 1568 году, после чего граф Хартфорд постепенно смог вернуть расположение королевы. В 1571 году ему разрешили посещать двор, а также простили 10 тысяч фунтов штрафа. В последующие годы королева простила ему ещё 2 тысячи фунтов штрафа, в результате к 1572 году ему осталось выплатить всего 1813 фунтов 4 шиллинга и 8,5 пенсов. В 1590-е годы граф Хартфорд стал назначаться на разные должности. Он ещё дважды женился, но оба брака так и остались бездетными.
Граф Хартфорд так окончательно и не признал вердикт церковного суда 1563 года, объявившего его первый брак недействительным, но его попытки аннулировать решение были неудачными. Только в 1608 году король Яков I принял решение о том, что лорд Бошан и его потомки по мужской линии могут наследовать титул графа Хартфорда после смерти отца, однако решение о признании брака его родителей оставил неизменным.
Эдуард Сеймур, 1-й граф Хартфорд, умер в 1621 году. Его старший сын, лорд Бошан, умер раньше отца в 1612 году. Его старший сын Эдвард, лорд Бошан, умер в 1618 году, поэтому наследником владений и титулов графа Хартфорда и барона Бошана стал второй сын — Уильям Сеймур (1 сентября 1587 — 24 октября 1660). В 1610 году тот ещё при жизни деда тайно женился на Арабелле Стюарт, двоюродной сестре короля Якова I, что вызвало его крайнее недовольство, поскольку оба супруга имели права на английский трон. В итоге Уильям был помещён в Тауэр, а Арабеллу поместили под надзор. В итоге им обоим удалось сбежать, но Арабелла по дороге была задержана и отправлена в Тауэр, где и умерла в 1615 году. Уильям, которому удалось добраться до Франции, в 1616 году был прощён. В декабре 1620 года он был избран в палату общин от Мальборо, а после смерти деда был переведён в палату лордов. В 1618 году он женился вторично — на Френсис Деверё (1599—1674), сестре Роберта Деверё, 3-го графа Эссекса.
На протяжении почти всего царствования Карла I, сына Якова I, граф Хартфорд оставался вдали от двора. Только в 1639 году он был назначен лордом-лейтенантом Сомерсета. Но ситуация изменилась в 1640 году, когда в августе Уильям стал одним из 12 пэров, подписавших петицию, призывавшую короля созвать парламент. В первой половине 1641 года Карл I стремился привлечь на свою сторону некоторых из 12 пэров, в результате чего граф Хартфорд 19 февраля вошёл в состав Тайного совета, 3 июня был возведён в ранг маркиза Хартфорда, а 10 августа его назначили наместником принца Уэльского. С этого времени новоиспечённый маркиз стал поддерживать и защищать королевскую власть, хотя все его друзья находились на стороне оппозиции. На протяжении всей гражданской войны 1640-х годов он оставался одним из умеренных роялистов, пользуясь при этом доверием короля. Он был одним из четырёх пэров, которые оставались вместе с Карлом I во время суда, а после казни короля они несли его гроб во время похорон 8 февраля в Виндзоре.
Поскольку маркиз Хартфорд был крупным землевладельцем (особенно в Сомерсете и Уилтшире), в первые годы междуцарствия в первой половине 1650-х годов он находился под пристальным наблюдением государственного совета, проживая в поместьях в Уилтшире. Хотя сам он не принимал участия в заговорах роялистов, стремясь избегать конфронтации, его старший сын Генри Сеймур, лорд Бошан, который был одним из командиров в Западной Лиге, образованной в 1650 года; в апреле 1651 года он был заключён в Тауэр. Хотя в сентябре его освободили, через 2 года он заболел и умер в марте 1654 года.
После реставрации монархии 26 мая 1660 года маркиз был среди пэров, приветствовавших Карла II в Дувре. В тот же день он был сделан рыцарем ордена Подвязки, а 13 сентября специальным парламентским актом для него были восстановлены титулы герцога Сомерсета и барона Сеймура, конфискованные у его предка. Уильям умер вскоре после этого. Поскольку его трое старших сыновей умерли раньше отца, наследником стал внук Уильям Сеймур, 3-й герцог Сомерсет. Он умер в 1671 году неженатым, в результате чего большие поместья Тоттенхэм-Парк и Савернак-Форест в Уилтшире унаследовал Томас Брюс, 3-й граф Элгин и 2-й граф Эйлсбери, муж его сестры Элизабет, а титулы герцога Сомерсета, маркиза и графа Хартфорда и барона Сомерсета и Бошана перешли к его дяде Джону Сеймуру. Он также не оставил наследника, в результате чего титул маркиза Хартфорда угас, а титулы герцога Сомерсета и графа Хартфорда перешли к его родственнику.
Дедом нового герцога был младший брат 2-го герцога — Френсис Сеймур (около 1590 — 12 июля 1664). Он неоднократно избирался в парламент и был одним из лидеров оппозиции и самым ярым критиком герцога Бекингема. Однако, как и старший брат, он в начале 1640-х годов оказался среди сторонников Карла I и 19 февраля 1641 года ему был присвоен титул барона Сеймура из Троубриджа. Во время гражданской войны он сражался в роялистских армиях, а после казни короля жил в уединении. После реставрации монархии барон стал членом тайного совета. Его наследник Чарльз Сеймур (1621—1665) хотя и избирался несколько раз в парламент, был не очень заметной фигурой. Он пережил отца всего на год.
Старший сын Чарльза, Фрэнсис Сеймур (1658—1678), 3-й барон Сеймур из Троубриджа, в 1675 году унаследовал титулы герцога Сомерсета и графа Хартфорда, но через 3 года был застрелен генуэзцем по имени Горацио Ботти, чью жену он оскорбил. Он не был женат, в результате чего все владения и титулы унаследовал его младший брат Чарльз Сеймур, 6-й герцог Сомерсет (13 августа 1662 — 2 декабря 1748), известный под прозвищем «Гордый герцог» из-за чрезмерной гордости. 30 мая 1682 года он женился на Элизабет Перси, леди Огл, дочери и наследницы Джоселина Перси, 11-го графа Нортумберленда, вдове Томаса Тинна. Жена герцога была одной из богатейших наследниц в Англии, этот брак принёс Чарльзу контроль над богатыми поместьями рода Перси, в том числе замок Алник, Петуорт (Сассекс) и две резиденции в Лондоне — Сайон-хаус и Нортумберленд-хаус. В 1710-е годы ежегодный доход от владений герцога составлял 20—30 тысяч фунтов. После свадьбы он стал получать разные почести и должности. Особенно видное положение герцогская чета занимала во время правления королевы Анны. При этом ошибочно считалось, что Элизабет унаследовала древний титул баронессы Перси.
После смерти Элизабет герцог Сомерсет женился вторично. От двух браков у него родилось 3 сына и 5 дочерей. Двое сыновей умерло раньше отца, поэтому наследником владений стал единственный выживший сын Элджернон Сеймур, 7-й герцог Сомерсет с 1748 года. Однако его единственный сын Джордж Сеймур, виконт Бошан, умер от оспы ещё при жизни деда в 1744 году. У Элждернона была ещё дочь Элизабет Сеймур, на которой в 1740 году несмотря на противодействие деда женился Хью Смитсон, 4-й баронет Смитсон из Стэнвика. Поскольку титулы 7-го герцога Сомерсета не могли наследоваться по женской линии, он после смерти внука в 1744 году обратился к королю Георгу II воссоздать для него принадлежавший ранее Перси титул графа Нортумберленда с особой оговоркой о том, что его после смерти Элджернона Сеймура должен унаследовать Чарльз Уиндем, старший сын его дочери Элизабет, лишив, таким образом, наследства внучку. Однако её муж Хью Смитсон; добившись аудиенции у короля он от имени тестя выразил протест. В итоге после смерти «Гордого герцога» в 1748 году ему удалось убедить создать для нового герцога Сомерсета титул графа Нортумберленда с оговоркой о наследовании его дочерью. А для того, чтобы Уиндемы согласились с таким решением, Элджернону был присвоен ещё и титул графа Элджернона с оговоркой о его наследовании Чарльзом Уиндемом.
Элджернон умер в 1750 году, после чего по мужской линии угасла младшая ветвь Сеймуров. В результате богатые владения Перси перешли к другим семьям. По заключённому соглашению титулы графа Нортумберленда и барона Уоркворт с половиной владений Перси, включая замок Алник и лондонские резиденции Сайон-хаус и Нортумберленд-хаус получил Хью Смитсон, которому специальным парламентским актом была присвоена фамилия Перси; его жена Элизабет унаследовала титул баронессы Перси в собственном праве. В 1766 году Хью были ещё присвоены и титулы герцога Нортумберленда и графа Перси. Вторую половину владений Перси, в основном располагавшиеся в Сассексе (с центром в Петуорт-хаус) и землях Перси в Кокермуте в Камберленде, получил вместе с титулами графа Эгремонта и барона Кокермута Чарльз Уиндем.
Титулы герцога Сомерсета и барона Сомерсета унаследовал представитель старшей ветви рода Сомерсетов, которая происходила от первого брака Эдуарда Сеймура, 1-го герцога Сомерсета. Титулы же граф Хартфорда, барона Бошана и барона Сеймура из Троубриджа, которые могли наследоваться только по мужской линии, угасли, но в том же 1750 году титул графа Хартфорда был воссоздан для ещё одного представителя старшей ветви Сеймуров.

### Старшая ветвь (баронеты Берри-Помрой)
Родоначальником старшей ветви рода Сеймуров был Эдуард Сеймур (умер в 1593), второй сын Эдуарда Сеймура, 1-го герцога Сомерсета, родившийся в первом браке с Кэтрин Филлол. Согласно принятому в 1540 году парламентскому акту наследниками владений герцога Сомерсета стали дети от второго брака, а не от первого. В XVII веке ходили слухи, что герцог Сомерсет отрёкся от первой жены из-за подозрений в супружеской неверности.
Парламентским актом от 1554 года был восстановлен в наследственных правах и поселился в Берри-Помрой, Девон — центром бывшей одноимённой феодальной баронии Это владение в 1548 году было куплено его отцом. После казни герцога Берри-Помрой, как и другие его владения, было конфисковано, но в 1552—1553 годах вместе с некоторыми другими владениям актами Эдуарда VI было пожаловано его сыну от первого брака Эдуарду. В отличие от своего единокровного брата Эдуарда Сеймура, 1-го графа Хартфорда, сделавшего карьеру при дворе, Эдуард из Берри-Помроя предпочитал управлять своими поместьями и участвовать в местном самоуправлении. В 1583 году он был назначен шерифом Девона, а в 1591 году — мировым судьёй.
Его наследник Эдуард Сеймур I пошёл по стопам отца. Едва став совершеннолетним, он стал мировым судьёй. В 1393 году Эдуард был избран в парламент от Девона. В этом же году после смерти отца он унаследовал его владения в Девоне и Уилтшире, размер которых составлял более 16 тысяч акров. В последующем десятилетии он стал одной из центральных фигур в администрации графства Девон. Эдуард ещё дважды избирался в парламент и дважды назначался шерифом Девона. Он стремился сохранить земли, унаследованные от отца, и в 1601 году подал иск в канцелярию, чтобы подтвердить право собственности на баронию Тотнес и ряд других владений в Девоне. В 1601 году возникла гораздо более серьёзная проблема для его владений, когда было заявлено, что королевское дарение его отцу Берри-Помроя было ошибочным. Хотя Эдуарду удалось решить эту проблему, это был не последний раз, когда правомочность акта о дарении 1553 года ставилось под сомнение; когда он в 1604 году был в очередной раз избран в парламент, им был выдвинут законопроект об утверждении акта о дарении Берри-Помроя, но он не прошёл палату лордов. В частности против этого возражал граф Хартфорд, пытавшийся доказать, что это поместье должно быть передано ему. Из-за больших расходов на содержание владений, семьи и трат на решение юридических вопросов Эдуарду не хватало денег, что, впрочем, не помешало ему 29 июня 1611 года купить титул баронета Сеймура из Берри-Помроя.
Эдуард умер в 1613 году, наследовал ему старший сын Эдуард Сеймур, 2-й баронет. Его карьере способствовал заключённый в 1600 году брак с Дороти Киллигрю, дочерью сэра Генри Киллигрю, дальней родственницей сэра Роберта Сесила. Как и отец, он неоднократно избирался в парламент, а после его смерти достаточно быстро занял все те местные должности, которые тот занимал. Во время гражданской войны он был сторонником короля, но в декабре 1642 года попал в плен. Хотя его вскоре освободили, он не участвовал в военных действиях. В 1647 году было приказано конфисковать его поместья в Девоне, однако это указание выполнено не было и в 1652 году было отменено. Он умер в 1659 году.
Двое старших сыновей 2-го баронета во время гражданской войны были активными сторонниками короля. Из них второй, Генри Сеймур из Вестминстера и Лэнгли, унаследовавший от матери небольшое поместье в Сомерсете, которое потерял ещё до начала войны. Он не занимал каких-то военных постов, но во время междуцарствия предпринял несколько опасных экспедиций, чтобы собрать средства для Карла II. Через мать и первую жену он был связан с Корнуоллом и оттуда несколько раз избирался в парламент, хотя и не был там особо активен. Он умер в 1687 году. Его единственный сын Генри Сеймур из Лэнгли ещё при жизни отца в возрасте 7 лет в знак признания заслуг своего отца перед короной получил титул баронета. Как и отец, он несколько раз избирался в парламент, но в 1714 году умер неженатым.
Старший из сыновей 2-го баронета, Эдуард Сеймур, 3-й баронет Сеймур из Берри-Пемроя (1610—1688), как и младший брат был активным сторонником короля. Во время междуцарствия он был менее активен, чем Генри Сеймур, но дважды оказывался в заключении. Он многократно избирался в парламент. Регулярно избирались в парламент и двое его сыновей. Второй из них, Генри Сеймур из Орчард-Портмана (около 1637 — февраль 1728), в 1690 году принял фамилию Портман. Он не оставил детей. Гораздо большего добился его старший брат Эдуард Сеймур, 4-й баронет Сеймур из Берри-Пемроя (1633 — 18 февраля 1708), который не только неоднократно избирался в парламент, но и был в 1673—1679 года спикером палаты общин и в этом качестве успешно проявил себя как изобретательный в процедурных манипуляциях, хороший организатор и сильный оратор.
4-й баронет умер в 1708 году и после его смерти род разделился на 2 ветви, существующие и в настоящее время. Он был женат дважды. От первого брака родилось двое сыновей — Эдуард Сеймур, наследовавший отцу как 5-й баронет Сеймур из Берри-Пемроя (его сын стал родоначальником ветви герцогов Сомерсет), и Уильям Сеймур, избравший военную карьеру; от второго брака — 3 сына и дочь. Второй из сыновей, родившихся во втором браке — Френсис Сеймур-Конвей — получил в 1703 году титул барона Конвея и стал родоначальником отдельной ветви рода.

### Герцоги Сомерсет (старшая ветвь Сеймуров)
Эдуард Сеймур, 5-й баронет Сеймур, несколько раз избирался в парламент, но находился в тени отца. Он умер в 1740 году. А его сын и наследник Эдуард Сеймур (1695—1757), 6-й баронет Сеймур из Берри-Пемроя с 1741 года, после угасания в 1750 году младшей ветви рода Сеймуров как потомок Эдуарда Сеймура, 1-го герцога Сомерсета, унаследовал титулы герцога Сеймура и барона Сеймура, но не поместья.
После смерти 8-го герцога титул последовательно носили двое его сыновей, а внук, Эдуард Адольф Сеймур, 11-й герцог Сомерсет, был выдающимся математиком и учёным, президентом Линнеевского общества и Королевского института. У него было трое сыновей, которые последовательно наследовали герцогский титул. Самым заметным из них был Эдуард Адольф Сеймур, 12-й герцог Сомерсет. Ещё при жизни отца он несколько раз избирался в палату общин, а перейдя после смерти отца в 1855 году в палате лордов в правительстве Палмерстона в 1859 году был назначен на должность первого лорда Адмиралтейства, которую занимал до 1866 года. В 1863 году он получил титул графа Сент-Мора, после чего сменил написание фамилии «Сеймур» на «Сент-Мор», считая, что это было её первоначальной неискажённой формой. Эту же форму использовали и его ближайшие преемники.
Наследник 12-го герцога Сомерсета — Эдуард, носивший титул учтивости «граф Сен-Мор» принимал участие в кампании Гарибальди на Сицилии в 1860 году. Он умер раньше отца и не был женат, хотя у него было двое незаконнорождённых детей.
В 1923 году умер Элджернон Сент-Мор, 15-й герцог Сомерсет, не оставив наследников. В результате герцогский титул перешёл к его дальнему родственнику — Эдуарду Сеймуру, потомку преподобного Фрэнсис Сеймур, младшего сына Эдуарда Сеймура, 8-го герцога Сомерсета. Представители этой ветви и в настоящее время носят титул герцога Сомерсета.

### Ветвь Сеймур-Конвей (позже маркизы Хартфорд)
По завещанию умершего 1683 году Эдварда Конвея, 1-го графа Конвей (1679—1732), значительные поместья в Ирландии и Англии стоимостью около 7 тысяч фунтов унаследовала сначала жена, а затем сыновьям своей двоюродной сестры Летиции Пофэм, второй жены Эдуарда Сеймура, 4-го баронета Сеймура из Берри-Пемроя, при условии, что наследник примет фамилию Конвей. В итоге сначала в 1697 году их унаследовал старший из родившихся в этом браке сыновей, Пофэм Сеймур, но уже в 1699 году он умер от раны, полученной на дуэли. В результате новым наследником стал его младший брат Френсис Сеймур, принявший фамилию Конвей. Он ещё был несовершеннолетним и продолжал до мая 1700 года жить с отцом, после чего отправился вместе с сэром Эдвардом в экскурсию по новым поместьям, где произвёл на окружающих благоприятное впечатление. Благодаря влиянию отца он дважды, в 1701 и 1703 годах избирался в парламент, 17 марта 1703 года получил титул барона Конвея из Рэгли в пэрстве Англии, перейдя в палату лордов, а 16 октября 1712 года получил ещё и титул барона Конвея и Киллултаха в пэрстве Ирландии.
Младший из сыновей Эдварда, Генри Сеймур-Конвей (1719—1795), был не только видной политической фигурой, но и сделал ещё и военную карьеру, дослужившись в 1793 году до звания фельдмаршала. Заметной политической фигурой был и его старший брат Френсис Сеймур-Конвей, 2-й барон Конвей (1718—1794). 3 августа 1750 года ему были присвоены титулы виконта Бошана и графа Хартфорда, которые незадолго до этого угасли после смерти Элджернона Сеймура, 7-го герцога Сомерсета. Его двоюродный брат Гораций Уолпол описывал Фрэнсиса как «идеального придворного». Апогеем его карьеры стал период 1766—1782 годов, когда он был в центре придворной жизни в качестве лорда-камергера и выступал в качестве друга и доверенного лица короля Георга III. Влиял он и на ирландскую политику. В конце жизни 3 июля 1793 года ему были присвоены ещё и титулы маркиза Хартфорда и графа Ярмута. Фрэнсис был главой большой семьи, добившись того, что 6 его сыновей избирались в парламент.
От троих сыновей 1-го маркиза пошли 3 линии рода. Титулом маркиза Хартфорда первоначально владели представители старшей, родоначальником которой был Фрэнсис Сеймур-Конвей, 2-й маркиз Хартфорд, который после смерти матери второй жены в 1807 году унаследовал ряд поместий и сменил в честь неё фамилию на Ингрэм. Последним представителем этой линии был его внук Ричард Сеймур-Конвей, 4-й маркиз Хартфорд. Он не был женат, хотя и имел бездетного незаконнорождённого сына Ричарда Уоллеса (умер в 1890), получившего в 1866 году титул баронета Уоллеса. От этой же линии происходила и ещё одна побочная ветвь Сеймуров, родоначальником которой был Генри Август Сеймур, незаконный сын 2-го маркиза Хартфорда. Его сын Френсис Сеймур (умер в 1890) получил в 1869 году титул баронета Сеймура. Эта ветвь угасла в 1949 году после смерти Альберта Сеймура, 2-го баронета Сеймура.
Вторая линия пошла от адмирала Хью Сеймура (1759—1801), одного из младших сыновей 1-го маркиза Хартфорда. Его внук Френсис Сеймур после угасания в 1870 году старшей линии унаследовал титул маркиза Хартфорда, которым его потомки владеют и в настоящее время. Сейчас им является Генри Джоселин Сеймур (родился 6 июля 1958), 9-й маркиз и граф Хартфорд, 9-й граф Ярмут, 9-й виконт Бошан, 10-й барон Конвей из Рэгли и 10-й барон Конвей и Киллултах с 1997 года. Его наследник в качестве титула учтивости носит титул графа Ярмута.
Существует и младшая (нетитулованная) линия рода — потомки лорда Джорджа Сеймура, самого младшего из сыновей 1-го маркиза Хартфорда.

## Другие ветви
Существовали и другие ветви рода Сеймуров. Одна из них во время правления Елизаветы I переселилась в Ирландию; из неё происходил адмирал Майкл Сеймур (1768—1834), 1-й баронет Сеймур с 1809 года.

## Генеалогия

### Сен-Моры
- Уильям де Сен-Мор, владелец Уонди и Пенхау после 1240 года[1].
  - Роджер I де Сен-Мор (умер до 1300), владелец Уонди и Пенхау[1].
    - Роджер II де Сен-Мор (умер после 1315), владелец Уонди и Пенхау; жена: Джоанна, дочь Дамереля Девонширского[1].
      -  Джон де Сен-Мор (умер в 1359[2]), владелец Уонди и Пенхау[1].
        - Роджер де Сен-Мор (около 1341 — ?)
          -  дочь, наследница Уонди и Пенхау

      - Роджер де Сен-Мор (Сеймур) (умер до 29 января 1365); жена: после августа 1347 Сесили Бошан (умерла 7 июня 1394), дочь Джона Бошана, 2-го барона Бошана из Сомерсета, вдова Гилберта де Тербервиля, сонаследница поместий Бошанов из Сомерсета[40].
        - Уильям Сеймур (умер 25 августа 1391), член парламента от Херефордшира в 1388 году[8].
          - Сеймуры

        -  Роберт Сеймур

### Сеймуры (до разделения на ветви)
- Уильям Сеймур (умер 25 августа 1391), член парламента от Херефордшира в 1388 году; жена: Маргарет де ла Мар, дочь сэра Рейнольдса де ла Мара[8][41].
  - Роджер Сеймур (около 1370—1420)[41]; муж: Мод, дочь сэра Уильяма Эстурми[англ.] из Вульфхолла[англ.] в Уилтшире[2][41].
    - Джон Сеймур[англ.] (умер в 1464)[42], член парламента от Ладгерсхолла в 1422 году, член парламента от графства Уилтшир в 1435, 1439 и 1445 годах[43], шериф Гэмпшира в 1430—1431 годах[44], шериф Уилтшира в 1431—1432 годах[45]; жена: Изабелла Уильям (умерла 14 апреля 1486), дочь Марка Уильяма[42].
      - Джон Сеймур[англ.] (умер 29 сентября 1463), член парламента от графства Уилтшир в 1450—1451 годах, шериф Уилтшира в 1450—1451 и 1457—1458 годах[45][46]; жена: Элизабет Кокер, дочь сэра Роберта Кокера[47].
        - сэр Джон Сеймур (около 1450 — 26 октября 1491); жена: Элизабет Даррелл, дочь Джорджа Даррелла из Литтлкота (Уилтшир) и Маргарет Стоуртон[46][48].
          - сэр Джон Сеймур (около 1474 — 21 декабря 1536), рыцарь ордена Бани с 1513 года, шериф Уилтшира в 1498—1499, 1507—1508, 1518—1519 и 1524—1526 годах, шериф Сомерсета и Дорсета в 1515—1516 и 1526—1527 годах; жена: Марджери Уэнтворт (умерла в октябре 1550), дочь сэра Генри Уэнтворта и Энн Сей[49][50].
            - Джон Сеймур (умер 15 июля 1510)[50][51].
            - Эдуард Сеймур (около 1500 — 22 января 1552), виконт Бошан с 1536 года, граф Хартфорд с 1537 года, 1-й герцог Сомерсет и 1-й барон Сомерсет с 1547 года, лорд-протектор Англии в 1547—1549 года; 1-я жена: не позже 1518 года Кэтрин Филлол (умерла до 1535); 2-я жена:[9].
              - (от 1-го брака) Джон Сеймур (умер 19 декабря 1552), член парламента от Вуттон Бассета (Уилтшир) в 1547 году[9].
              - (от 1-го брака) Эдуард Сеймур[англ.] (около 1528 — 2 мая 1593), член парламента от Вуттон Бассета (Уилтшир) в 1547 году, шериф Девона в 1583[9][52].
                - Старшая ветвь Сеймуров

              - (от 2-го брака) Эдуард Сеймур (12 октября 1537—1539)
              - (от 2-го брака) Эдуард Сеймур (22 мая 1539 — 6 апреля 1621), граф Хартфорд (титул учтивости) в 1547—1552 годах, 1-й граф Хартфорд и 1-й барон Бошан с 1559 годаref name="ODNB Seymour, Edward, first earl of Hertford" />.
                - Младшая ветвь Сеймуров

              - (от 2-го брака) Энн Сеймур (1538—1587)[53]; 1-й муж: Джон Дадли (около 1527 — 21 октября 1554), 2-й граф Уорик в 1551—1553 годах; 2-й муж: сэр Эдуард Унтон[англ.] (1534 — 16 сентября 1582), шериф Беркшира в 1567—1568 годах.
              - (от 2-го брака) Генри Сеймур[англ.] (1540 — после 1588), адмирал; жена: Джоан Перси, дочь Томаса Перси, 7-го графа Нортумберленда.
              - (от 2-го брака) Маргарет Сеймур[англ.] (1540—?)[53].
              - (от 2-го брака) Джейн Сеймур[англ.] (1541—1561), фрейлина королев Марии I и Елизаветы I, писательница[53].
              - (от 2-го брака) Кэтрин Сеймур.
              - (от 2-го брака) Эдуард Сеймур (1548—1574).
              - (от 2-го брака) Мэри Сеймур (1552 — 18 января 1570); 1-й муж: Френсис Косби[англ.] (1510—1580); 2-й муж: Эндрю Роджерс (умер около 1599); 3-й муж: сэр Генри Пейтон.
              - (от 2-го брака) Элизабет Сеймур (1552 — 3 июня 1602); муж: сэр Ричард Найтли[англ.] (1533 — 1 сентября 1615).

            - Томас Сеймур (около 1509 — 20 марта 1549), 1-й барон Сеймур из Садли и лорд-адмирал Англии с 1547 года; жена: с мая/июня 1547 года Екатерина Парр (август 1512 — 5 сентября 1548), дочь сэра Томаса Парра и Мод Грин, вдова короля Генриха VIII[54].
              - Мэри Сеймур (1548—1550).

            - Джейн Сеймур (1508/1509 — 24 октября 1537); муж: с 30 мая 1536 года Генрих VIII (28 июня 1491 — 28 января 1547), король Англии с 1509 года[3].
            - Элизабет Сеймур (около 1518 — 19 марта 1568), фрейлина при английском королевском дворе; 1-й муж: с 1530 года сэр Энтони Утред (около 1478 — 6 октября 1534); 2-й муж: с 1538 года Грегори Кромвель (около 1520 — 4 июля 1551), 1-й барон Кромвель с 1540 года; 3-й муж: Джон Паулет (около 1510 — 4 ноября 1576), 2-й барон Сент-Джон из Бейзинга с 1544 года, 2-й маркиз Уинчестер с 1572 года.
            - Генри Сеймур (около 1514 — после 1568);
            - Дороти Сеймур.
            - Энтони Сеймур.
            - Марджери Сеймур.

          - сэр Джордж Сеймур[англ.][46], шериф Уилтшира в 1498—1499 годах[45].
          - сэр Роберт Сеймур (около 1480—1545), член парламента от Хейтсбери в 1529 году, шериф Англси в 1527—1534 годах[46][55].
            -  (?) Дэвид Сеймур[55].

          - Уильям Сеймур, рыцарь ордена Бани[46].
          - Маргарет Сеймур; муж: сэр Уильям Уэдхем[46].
          - Джейн Сеймур; муж: сэр Джон Хаддлстон[46].
          - Элизабет Сеймур; муж: Джон Крофтс[46].
          -  Кэтрин Сеймур[46].

        -  Хамфри Сеймур; жена: Элизабет Уинслоу, дочь Томаса Уинслоу[56].
          -  Симон Сеймур, родоначальник Сеймуров из Бёртона[57].

### Младшая ветвь Сеймуров

Герб Эдуарда Сеймура, 1-го герцога Сомерсета

- Эдуард Сеймур (22 мая 1539 — 6 апреля 1621), граф Хартфорд (титул учтивости) в 1547—1552 годах, 1-й граф Хартфорд и 1-й барон Бошан с 1559 года[10]; жена: с ноября/декабря 1560 года Кэтрин Грей (1540 — 26 января 1568), дочь Генри Грея, герцога Саффолка, и Френсис Брэндон; брак был аннулирован в мае 1563 года[11].
  - Эдуард Сеймур (24 сентября 1561 — 13 июля 1612), лорд Бошан; жена: примерно с 1581 Онора Роджерс (умерла после 28 февраля 1608), дочь сэра Ричарда Роджерса из Брайанстона[10][58].
    - Эдуард Сеймур (12 июня 1586 — около 12 сентября 1618), лорд Бошан; жена: с 21 июня 1609 года Энн Сэквилл, дочь Роберта Сэквилла, 2-го графа Дорсета, и Маргарет Говард[59].
    - Уильям Сеймур (1 сентября 1587 — 24 октября 1660), член парламента от Мальборо в 1620—1621 годах, 2-й граф Хартфорд и 2-й барон Бошан с 1621 года, 1-й маркиз Хартфорд с 1641 года, 2-й герцог Сомерсет и 2-й барон Сомерсет с 1660 года[12]; 1-я жена: с 22 июня 1610 года Арабелла Стюарт (10 ноября 1575 — 25 сентября 1615), дочь Чарльза Стюарта, 5-го графа Леннокса, и Элизабет Кавендиш[60]; 2-я жена: с апреля 1618 года Френсис Деверё (1599—1674), дочь Роберта Деверё, 2-го графа Эссекса, и Френсис Уолсингем; все дети родились во втором браке[12][61].
      - Фрэнсис Сеймур[англ.] (умерла около 2 января 1685); 1-й муж: с 28 октября 1652 Ричардом Молиньё[англ.] (1619 — около 30 июня 1654), 2-й виконт Молиньё с 1636 года; 2-й муж: с 7 мая 1659 года Томас Ризли[англ.] (1607 — 16 мая 1667), 4-й граф Саутгемптон с 1624 года; 3-й муж: примерно с 1676 года Коньерс Дарси[англ.] (3 марта 1622 — 13 декабря 1692), 2-й граф Холдернесс с 1689 года[62].
      - Уильям Сеймур (1621 — около 13 июня 1642), лорд Бошан[61].
      - Роберт Сеймур (1622 — 27 января 1646), лорд Бошан[61].
      - Генри Сеймур[англ.] (1626 — 30 марта 1654), лорд Бошан; жена: с 28 июня 1648 года Мэри Капель (16 декабря 1630 — 7 января 1715), дочь Артура Капеля, 1-го барона Капеля, и Элизабет Моррисон[63].
        - Уильям Сеймур (около 1651 — 12 декабря 1671), 3-й герцог Сомерсет, 2-й маркиз Хартфорд, 3-й граф Хартфорд, 3-й барон Бошан и 3-й барон Сомерсет с 1651 года[13][64].
        - Элизабет Сеймур (около 1655 — 12 января 1697); муж: с 31 августа 1676 года Томас Брюс (1656 — 16 декабря 1741), 3-й граф Элгин и 2-й граф Эйлсбери с 1685 года[65].

      - Джон Сеймур (после 1626 — 29 апреля 1675), член парламента от Мальборо в 1661—1671 годах, 4-й герцог Сомерсет, 3-й маркиз Хартфорд, 4-й граф Хартфорд, 4-й барон Бошан и 4-й барон Сомерсет с 1671 года; жена: с 1661 Сара Эльстон[англ.] (1642 — 2 ноября 1692), дочь сэра Эдварда Эльстона[англ.] и Сюзанны Хасси, вдова Джорджа Гримстона[66][67][68].
      - Мэри Сеймур (умерла до 10 апреля 1673); муж: ранее 1649 Хинидж Финч (около 1627 — 28 августа 1689), 3-й граф Уинчелси с 1639 года[69].
      - Джейн Сеймур (6 июля 1637 — 23 ноября 1679); муж: с 7 мая 1661 года Чарльз Бойл (12 декабря 1639 — 12 октября 1694), 3-й виконт Дангарван с 1663 года[70].

    - Френсис Сеймур[англ.] (около 1590 — 12 июля 1664), член парламента от Уилтшира в 1621, 1625, 1628—1629 и 1640 годах, член парламента от Мальборо в 1624 и 1640—1641 годах, шериф Уилтшира в 1625 году, 1-й барон Сеймур из Троубриджа с 1641 года; 1-я жена: примерно с 1620 года Френсис Принн (умерла 6 сентября 1626), дочь сэра Герьерта Принна из Аллингтона; 2-я жена: с примерно 1636 года Кэтрин Ли (умерла в 1701)[14][71].
      - (от 1-го брака) Чарльз Сеймур[англ.] (5 февраля 1621—1665), член парламента от Грейт-Бедвина в 1640 году, член парламента от Уилтшира в 1661—1664 годах, 2-й барон Сеймур из Троубриджа с 1664 года; 1-я жена: с 4 апреля 1632 года Мария Смит, дочь Томаса Смита из Соли в Чилтон Фолиате (Уилтшир); 2-я жена: не позже 1654 года Элизабет Алингтон (умерла в 1691), дочь Уильяма, 1-го барона Алингтона из Килларда[англ.][14][15].
        - (от 1-го брака) Фрэнсис Сеймур (умерла в августе 1715); муж: с 5 апреля 1665 года сэр Джордж Хангефорд[англ.] (около 1637—1712), член парламента в 1661, 1679, 1781 и 1695—1701 годах[72].
        - (от 2-го брака) Онора Сеймур (умерла около 8 мая 1731); муж: с 9 февраля 1676 года Чарльз Джеральд, 3-й баронет Джеральд[73].
        - (от 2-го брака) Фрэнсис Сеймур (17 января 1658 — 20 апреля 1678), 3-й барон Сеймур из Троубриджа с 1665 года, 5-й герцог Сомерсет, 5-й граф Хартфорд, 5-й барон Бошан и 5-й барон Сомерсет с 1675 года[74].
        - (от 2-го брака) Чарльз Сеймур (13 августа 1662 — 2 декабря 1748), 6-й герцог Сомерсет, 6-й граф Хартфорд, 6-й барон Бошан, 6-й барон Сомерсет и 4-й барон Сеймур из Троубриджа с 1678 года[16][75]; 1-я жена: с 30 мая 1682 года Элизабет Перси (26 января 1667—1722), дочь и наследница Джоселина Перси, 11-го графа Нортумберленда, и Элизабет Ризли, вдова Генри Кавендиша, графа Огла, и Томаса Тинна[англ.][17]; 2-я жена: с 4 февраля 1724 года Шарлотта Финч[англ.] (около 1693 — 21 января 1773), дочь Дэниэла Финча, 2-го графа Ноттингема и 7-го графа Уинчелси, и Энн Хаттон[англ.][16][76].
          - (от 1-го брака) Чарльз Сеймур (22 марта 1683 — 26 августа 1684), граф Хартфорд[16].
          - (от 1-го брака) Элджернон Сеймур (11 ноября 1684 — 7 февраля 1750), член парламента от Мальборо в 1705—1708 годах, член парламента от Нортумберленда в 1708—1722 годах, 1-й барон Перси с 1722 года, 7-й герцог Сомерсет, 7-й граф Хартфорд, 7-й барон Бошан, 7-й барон Сомерсет и 5-й барон Сеймур из Троубриджа с 1748 года, 1-й граф Нортумберленд, 1-й граф Эгремонт, 1-й барон Уоркворт и 1-й барон Кокермут с 1749 года[16][77]; жена: после 1 марта 1715 года Френсис Тинн (умерла 7 июля 1754), дочь Генри Тинна и Грейс Строуд.
            - Элизабет Сеймур (26 ноября 1716 — 5 декабря 1776), 2-я баронесса Перси с 1750 года[19][78]; муж: Хью Смитсон (1712 — 6 июня 1786), 4-й баронет Смитсон из Стэнвика с 1733 года, 2-й граф Нортумберленд и 2-й барон Уоркворт с 1750 года, шериф Йоркшира в 1738 году, член парламента от Мидлсекса в 1740—1750 годах. В феврале 1750 года парламентским актом ему была присвоена фамилия Перси; кроме того, он унаследовал половину владений Перси[18][79].
            - Джордж Сеймур (11 сентября 1725 — 11 сентября 1744), виконт Бошан[80].

          - (от 1-го брака) Перси Сеймур (умер в 1721), член парламента от Кокермута в 1718—1721 годах[16].
          - (от 1-го брака) Элизабет Сеймур (1685 — 2 апреля 1734); муж: с 4 июня 1707 Генри О’Брайан[англ.] (14 августа 1688 — 20 апреля 1741), 8-й граф Томонд с 1691 года[16][81].
          - (от 1-го брака) Кэтрин Сеймур (умерла 9 апреля 1731); муж: с 15 июля 1708 года сэр Уильям Уиндем[англ.] (1687 — 17 июля 1740), 3-й баронет Уиндем с 1695 года[82][83]. Их старший сын Чарльз Уиндем после смерти Эджернона Сеймура, 7-го герцога Сомерсета, унаследовал титул графа Эгремонта и половину поместий Перси[20].
          - (от 1-го брака) Энн Сеймур (умерла 27 ноября 1722); муж: с 17 сентября 1719 года Перегрин Осборн (11 ноября 1691 — 9 мая 1731), 3-й герцог Лидс с 1729 года[84].
          - (от 2-го брака) Френсис Сеймур (18 июля 1728 — 25 января 1761); муж: с 3 сентября 1750 года Джон Меннерс (2 января 1721 — 18 октября 1770), маркиз Грэнби[85].
          - (от 2-го брака) Шарлотта Сеймур (21 сентября 1730 — 15 февраля 1805); муж: с 6 октября 1750 года Хенейдж Финч (6 ноября 1715 — 9 мая 1777), 3-й граф Эйлсфорд с 1757 года[86].

    - Онора Сеймур (умерла около марта 1620); муж: с 6 июля 1610 года Фердинандо Дадли (4 сентября 1588 — 22 ноября 1621)[87].

  - Томас Сеймур (1563 — 20 августа 1619)[88].

### Старшая ветвь Сеймуров

Герб Сеймуров из Барри-Помроя

- сэр Эдуард Сеймур[англ.] (умер в 1593), владелец Берри-Помроя с 1558 года, шериф Девона в 1583 году; жена: Маргарет Уолш, дочь сэра Джона Уолша[89][90].
  - сэр Эдуард Сеймур (около 1563 — 11 апреля 1613), член парламента от Девона в 1593, 1601 и 1604 годах, шериф Девона в 1595 и 1605 годах, 1-й баронет Сеймур из Берри-Пемроя с 1611 года; жена: с 19 сентября 1576 года Элизабет Чемперноун, дочь сэра Артура Чемперноуна из Дартингтона и Мэри Норрей[23][89].
    - сэр Эдуард Сеймур (около 1578 — 5 октября 1659), 2-й баронет Сеймур из Берри-Пемроя с 1611 года, член парламента от Пенрина в 1601 году, член парламента от Ньюпорта в 1604 году, член парламента от Лайм-Реджиса в 1614 году, член парламента от Девона в 1621 году, член парламента от Кэллингтона в 1624 году, член парламента от Тотнеса в 1625 году; жена: с 15 декабря 1600 года Дороти Киллигрю (умерла в 1643), дочь сэра Генри Киллигрю из Лотбери в Лондоне и Кэтрин Кук[26][91].
      - Эдуард Сеймур (10 сентября 1610 — 7 декабря 1688), 3-й баронет Сеймур из Берри-Пемроя с 1659 года, член парламента от Девона в 1640—1643 и 1660 годах, член парламента от Тотнеса в 1661, 1679 и 1685 годах, шериф Девона в 1679 году; жена: примерно с 1630 года Энн Портман (1609—1695), дочь сэра Джона Портмана, 1-го баронета Портмана, и Энн Гиффорд[29][92].
        - Эдуард Сеймур (1633 — 18 февраля 1708), 4-й баронет Сеймур из Берри-Пемроя с 1688 года, член парламента от Хиндона в 1661 году, член парламента от Девона в 1679 году, член парламента от Тотнеса в 1679 и 1695 годах, член парламента от Эксетера в 1685, 1689, 1690, 1698, 1701, 1702 и 1705—1708 годах, спикер Палаты общин в 1673—1679 годах; 1-я жена: с 7 декабря 1661 года Маргарита Уэлл (1640—1674), дочь сэра Уильяма Уэлла и Маргарет Спарк; 2-я жена: с 11 августа 1685 года Летиция Пофэм (умерла 16 марта 1714), дочь сэра Френсиса Пофэма из Литтлкота и Летиции Кэрр[31][32][93].
          - (от 1-го брака) Эдуард Сеймур (1663 — 29 декабря 1741), 5-й баронет Сеймур из Берри-Пемроя с 1708 года, член парламента от Вест Лоо в 1690—1695 годах, член парламента от Тотнеса в 1708—1710 годах, член парламента от Грейт-Бедвина в 1710—1715 годах; жена: с 11 августа 1685 года Летиция Пофэм (умерла в 1738)[94][95].
            - Эдуард Сеймур (17 января 1695 — 15 декабря 1757), 6-й баронет Сеймур из Берри-Пемроя с 1741 года, 8-й герцог Сомерсет и 8-й барон Сомерсет с 1750 года
              - Ветвь герцогов Сомерсет

            - Френсис Сеймур[англ.] (умер 23 декабря 1761), член парламента от Грейт-Бедвина в 1732 году, член парламента от Мальборо в 1734 году; жена: с 30 июля 1732 года Элизабет Пофэм, дочь Александра Пофэма и Энн Монтегю[96][97].
              - Генри Сеймур[англ.] (1729 — 14 апреля 1807), член парламента от Татнеса в 1763—1768 годах, член парламента от Хантингдона в 1768—1774 годах, член парламента от Ившема в 1774—1780 годах; 1-я жена: с 24 июля 1753 года Кэролайн Купер (умерла 2 июня 1773), дочь Уильяма Клеверинга-Купера, 2-го графа Купера[англ.], и Генриетты Нассау-д’Оверкерк; 2-я жена: с 5 октября 1775 графиня Луиза де Понтон (умерла в 1805)[98][99][100].
                - (от 1-го брака) Кэролайн Сеймур (умерла 20 марта 1821); муж: с сентября 1775 года Уильям Денби (9 июля 1752 — 4 декабря 1833)[100].
                - (от 1-го брака) Джорджиана Сеймур (умерла 31 декабря 1756); муж: 27 сентября 1794 года Фелесите Жан Луи де Дурфор (умер в 1801), граф де Дейм[100].
                - (от 2-го брака) Генри Сеймур[англ.] (10 ноября 1776 — 27 ноября 1849), член парламента от Таунтона в 1826—1830 годах, шериф Уилтшира в 1835 году; жена: с 12 января 1817 года Джейн Хопкинсон (умерла 14 марта 1869), дочь Бенжамина Хопкинсона[101][102].
                  - Сара Элен Сеймур (умерла 14 августа 1867); муж: с 14 мая 1457 года Уильям Айшфорд Санфорд (2 декабря 1818 — 28 октября 1902)[102].
                  - Луиза Каролина Аркур Сеймур (умерла 31 октября 1889); муж: с 2 сентября 1862 года сэр Генри Кресвик Роулинсон (5 апреля 1810 — 5 марта 1895), 1-й баронет Роулинсон[102].
                  - Генри Денби Сеймур[англ.] (1 июля 1820 — 4 августа 1877), член парламента от Пула в 1850—1868 годах[102].
                  - Джейн Сеймур (около 1822 — 18 сентября 1892); муж: с 21 августа 1847 года Филипп Плейдел-Бувери (21 апреля 1821 — 10 марта 1890)[102].
                  - Альфред Сеймур[англ.] (11 ноября 1824 — 15 марта 1888), член парламента от Тотнеса в 1863—1868 годах, член парламента от Солсбери в 1869—1874 годах; дена: с 18 августа 1866 года Изабелла Лейтон (умерла 7 апреля 1911), дочь сэра Болдуина Лейтона, 7-го баронета Лейтона, и Мэри Паркер, вдова Берии Ботфилда[103].
                    - Джейн Маргарет Сеймур (14 марта 1873 — 5 августа 1943)[103].

              - Мэри Сеймур; муж: Джон Бейли[97].

            - Уильям Сеймур (1713 — 5 января 1747); 1-я жена: с 17 апреля 1737 года Элизабет Хиппи (умерла 22 марта 1742), дочь Джона Хиппи; 2-я жена: со 2 августа 1745 года Мэри Хайд (умерла 8 ноября 1753), дочь Сэмюэла Хайда[104].
            - Джейн Сеймур; муж: Уильям Колман[95].

          - (от 1-го брака) Уильям Сеймур[англ.] (1664 — 9 февраля 1728), генерал-лейтенант[93].
          - (от 2-го брака) Пофэм Сеймур-Конвей[англ.] (1675 — 18 июня 1699)[105].
          - (от 2-го брака) Френсис Сеймур-Конвей (28 мая 1679 — 3 февраля 1732), 1-й барон Конвей из Рэгли с 1703 года, 1-й барон Конвей и Киллултах с 1712 года[106].
            - Ветвь Сеймур-Конвей

          - (от 2-го брака) Чарльз Сеймур[93].
          - (от 2-го брака) Энн Сеймур (умерла 10 мая 1752); муж: с 8 января 1708 Уильям Беркли-Портман (умер в 1737)[107]

        - Генри Сеймур-Портман из Орчард-Портмана[англ.] (около 1637 — 23 февраля 1728), член парламента от Сент-Мавеса в 1679, 1681, 1685, 1689 и 1696 годах, член парламента от Тотнеса в 1690 году, член парламента от Тонтона в 1698, 1710, 1713 и 1715 годах, член парламента от Уэллса в 1701, 1702 и 1705 годах, член парламента от Сомерсета в 1708 году; 1-я жена: Пенелопа Хеслворт, дочь Уильяма Хеслворта; 2-я жена: Мелиора Фитч, дочь Уильяма Фитча[30][108].
        - Элизабет Сеймур; муж: сэр Джозеф Треденхем[92].

      - Генри Сеймур из Вестминстера и Лэнгли[англ.] (1612 — 9 марта 1687), член парламента от Ист Лоо в 1660, 1661 и 1679 годах; 1-я жена: Элизабет Киллгрю (умерла в июне 1671), дочь сэра Томаса Киллгрю; 2-я жена: Урсула Остен, дочь сэра Роберта Остена, 1-го баронета Остена, и Энн Манс, вдова сэра Джона Стауэла[27][109].
        - (от 2-го брака) сэр Генри Сеймур из Лэнгли[англ.] (20 октября 1674 — апрель 1714), 1-й баронет Сеймур из Лэнгли с 1681 года, член парламента от Ист Лоо в 1699—1713 годах[28][110].

      - Элизабет Сеймур (умерла до 6 февраля 1664); 1-й муж: Френсис Кортни (около 1576 — 3 июня 1638); 2-й муж: сэр Амос Мередит (около 1600 — 3 сентября 1669), 1-й баронет Мередит из Марстона[91].
      - Томас Сеймур; жена: Энн Андерсон, дочь сэра Ричарда Андерсона[91].
      - сэр Джозеф Сеймур; жена: Бриджет Андерсон, дочь сэра Ричарда Андерсона
      - Мэри Сеймур; муж: сэр Джонатан Трелони (около 1623 — около 2 марта 1681), 2-й баронет Трелони с 1664 года[91].
      - Маргарет Сеймур; муж: Френсис Трелони[91].

    - Мэри Сеймур (1580—1661); муж: сэр Джордж Феррвелл[23].
    - Бриджит Сеймур; муж: Джон Брюен[23].
    - Элизабет Сеймур; муж: Джон Кейри[23].
    - Джон Сеймур[23].
    - Уильям Сеймур[23].
    - Уолтер Сеймур[23].
    - Ричард Сеймур[23].
    - Эми Сеймур (1597—1639); муж: Эдмунд Паркер (около 1593—1642/1649)[23].

### Ветвь герцогов Сомерсет
- Эдуард Сеймур (17 января 1695 — 15 декабря 1757), член парламента от Солсбери в 1741—1747 годах, 6-й баронет Сеймур из Берри-Пемроя с 1741 года, 8-й герцог Сомерсет и 8-й барон Сомерсет с 1750 года; жена: с 8 марта 1716 года Мэри Уэбб (умерла 23 февраля 1768), дочь Дэниэлла Уэбба и Элизабет Сомнер[33][111].
  - Эдуард Сеймур (2 января 1718 — 2 января 1792), 9-й герцог Сомерсет, 9-й барон Сеймур и 7-й баронет Сеймур из Берри-Пемроя с 1757 года[111].
  - Уэбб Сеймур (3 декабря 1718 — 15 декабря 1793), 10-й герцог Сомерсет, 10-й барон Сеймур и 8-й баронет Сеймур из Берри-Пемроя с 1792 года; жена: с 11 декабря 1769 года Мэри Энн Боннелл (умерла 23 июля 1802), дочь Джона Бонгнелла[112].
    - Эдуард Адольф Сеймур (24 февраля 1775 — 15 августа 1855), 11-й герцог Сомерсет, 11-й барон Сеймур и 9-й баронет Сеймур из Берри-Пемроя с 1793 года; 1-я жена: с 24 июня 1800 года Шарлотта Гамильтон (6 апреля 1772 — 10 июня 1827), дочь Арчибальда Гамильтона, 9-го герцога Гамильтона, и Харриет Стюарт; 2-я жена: с 28 июля 1836 года Маргарет Шоу-Стюарт (умерла 18 июля 1880), дочь сэра Майкла Шоу-Стюарта, 5-го баронета Шоу-Стюарт из Гринока и Блэкхолла, и Кэтрин Максвелл; все дети родились от 1-го брака[34][113].
      - Эдуард Адольф Сеймур (Сент-Мор) (20 декабря 1804 — 28 декабря 1885), 12-й герцог Сомерсет, 12-й барон Сеймур и 10-й баронет Сеймур из Берри-Пемроя с 1855 года, 1-й граф Сен-Мор из Берри-Помроя с 1863 года, член парламента от Оукхемптона в 1830—1831 годах, член парламента от Тотнеса в 1834—1855 годах; жена: с 10 июня 1830 года Джейн Джорджиана Шеридан (умерла 14 декабря 1884), дочь Томаса Шеридана и Каролины Генриетьты Калландер[35][114].
        - Джейн Гермиона Сеймур (1 января 1832 — 4 апреля 1909); муж: с 26 октября 1852 года сэр Фредерик Уильрик Грэм[англ.] (2 апреля 1820 — 8 марта 1888), 3-й баронет Грэм из Нетерби с 1861 года[114].
        - Ульрика Фредерика Сент-Мор (12 января 1833 — 26 января 1916); муж: с 1 июня 1858 года Генри Фредерик Тинн[англ.] (2 августа 1832 — 28 января 1904)[114].
        - Эдуард Адольф Фердинанд Сент-Мор[англ.] (17 июля 1835 — 30 сентября 1869), граф Сент-Мор; не был женат, но имел незаконнорождённых детей от связи с Розиной Элизабет Сван
          - Рут Мэри Сент-Мор (27 октября 1867 — 28 января 1953); муж: с 8 августа 1887 года Уильям Джордж Фредерик Кавендиш-Бентвик (26 августа 1856 — 13 ноября 1948)[115].
          - Ричард Гарольд Сент-Мор (6 июня 1869—1927), майор; жена: с 3 июня 1891 года Элизабет Мэри Палмер, дочь Уильяма Ненри Френсиса Палмера и Гонории Купер[116].
            - Фредерик Перси Сент-Мор (1897—1973); жена: с апреля 1923 года Хоуп Вильгельмина Альбермарл Блэкни (30 сентября 1895—1973), дочь Уильяма Эдварда Альбермарл Блэкни и Мэри Эмили Лонг[117].
              - Эдвард Адольф Сент-Мор (26 мая 1924—1991); жена: с 1950 года Шейла Матильда Хэммонд (9 октября 1922—1994)[117].

            - Ричард Уильям Максвелл Сент-Мор, майор; жена: с 1919 года Нина Мэри Мейбл Кэмпбелл (29 декабря 1892 — 10 ноября 1931), дочь Иона Дугласа Фитджеральда Кэмпбелла и Мейбл Ансуорт Квин[116].
            - Эдвард Фердинанд Сент-Мор[116].

        - Эдвард Перси Сент-Мор (19 августа 1841 — 20 декабря 1865), дипломат, посол в Вене, Мадриде и Париже[114].
        - Хелен Гвендолин Сеймур (1846 — 14 августа 1910); жена: с 2 августа 1865 года сэр Джон Уильям Рамсден[англ.] (14 сентября 1831 — 15 апреля 1914), 5-й баронет Рамсден из Байрэма с 1839 года[114].

      - Арчибальд Генри Элджернон Сент-Мор (30 декабря 1810 — 12 января 1891), 13-й герцог Сомерсет, 13-й барон Сеймур и 11-й баронет Сеймур из Берри-Пемроя с 1885 года[113].
      - Элджернон Перси Бэнкс Сент-Мор (22 декабря 1813 — 2 октября 1894), 14-й герцог Сомерсет, 14-й барон Сеймур и 12-й баронет Сеймур из Берри-Пемроя с 1891 года; жена: с 17 мая 1845 года Горация Изабелла Харриет Морьер (8 августа 1819 — 28 октября 1915), дочь Джона Филиппа Морьера и Горации Марии Френсис Сеймур[118].
        - Элджернон Сент-Мор (22 июля 1846 — 22 октября 1923), 15-й герцог Сомерсет, 15-й барон Сеймур и 13-й баронет Сеймур из Берри-Пемроя с 1894 года; жена: с 5 сентября 1877 года Сюзанна Маргарет Ричардс Маккиннон (11 января 1853 — 20 января 1936), дочь Чарльза Маккиннона и Генриетты Стадд[118].
        - Перси Сент-Мор (11 ноября 1847 — 16 июля 1907), майор; жена: с 18 марта 1899 года Вайолет Уайт (1869 — 2 июля 1927), дочь Люка Уайта, 2-го барона Эннали[англ.], и Эмили Стюарт[119].
          - Хелен Вайолет Сент-Мор (21 марта 1900 — 12 августа 1975); 1-й муж: с 12 ноября 1924 года Джордж Эдвард Гослинг (9 июля 1889 — 20 ноября 1938), майор; 2-й муж: с 21 июля 1947 года Джон Фредерик Бойс Комб (1 августа 1895 — 12 июля 1967), генерал-майор[119].
          - Летиция Сент-Мор (30 октября 1902 — ?); муж: с 18 октября 1928 года сэр Ричард Лоудон Маккрери (умер 18 октября 1967), генерал[119].
          - Люсия Мэри Сент-Мор (19 марта 1906 — 6 июля 1954); муж: с 5 января 1938 года Эдвард Фредерик Гослинг (11 августа 1907 — ?), майор[119].

        - Эрнст Сент-Мор (11 ноября 1847 — 21 мая 1922); жена: с 9 ноября 1907 года Дора Констебл, дочь Джона Констебла[118].
        - Эдвард Сент-Мор (7 февраля 1849 — 15 сентября 1920); жена: с 20 августа 1879 года Лилиана Стенхоуп (умерла 21 сентября 1910), дочь Джона Стенхоупа[118].

      - Шарлотта Джейн Сеймур (1803 — 7 октября 1889); муж: с 31 марта 1839 года Уильям Блаунт (умер 27 июля 1885)[113].
      - Джейн Вильгельмина Сеймур.
      - Энн Мэри Джейн Сеймур (умерла 23 сентября 1873); муж: с 13 сентября 1838 года Уильям Толлмаш (7 ноября 1810 — 17 март 1886)[113].
      - Генриетта Сеймур.

    - Уэбб Джон Сеймур (7 февраля 1777 — 15 августа 1819)[112].

  - Уильям Сеймур (7 марта 1720 — 5 ноября 1800); жена: с 5 июня 1767 года Хэстер Мальтраверс (умерла в мае 1812), дочь Джона Мальтраверс[120].
    - Хэстер Мария Сеймур; муж: Питер Аудри[120].

  - Фрэнсис Сеймур[англ.] (1726 — 16 февраля 1799), священник, декан кафедрального собора в Уэллсе[англ.]; жена: с 1749 Кэтрин Пейн (12 июня 1726 — 24 декабря 1801)[121].
    - Френсис Комптон Сеймур (умер в 1822), полковник; жена: с 1787 года Леонора Перкинс (умерла 27 июня 1795)[122].
      - Френсис Эдвард Сеймур (21 сентября 1788 — 26 июля 1866), капитан королевского флота; жена: с 4 февраля 1815 года Элизабет Кук (умерла 11 июля 1851), дочь Чарльза Кука[123].
        - Фрэнсис Пейн Сеймур (23 декабря 1815 — 4 июля 1870), священник; 1-я жена: с 13 сентября 1848 года Джейн Маргарет Даллас (1828 — 25 октября 1860), дочь Александра Роберта Чарльза Далласа и Мэри Энн Фергюссон; 2-я жена: с 4 ноября 1862 года Бланш Кэтрин Уорд (умерла 14 марта 1907), дочь Г. Б. Уорда[124].
          - (от 1-го брака) Эмили Шарлотта Сеймур (умерла 11 ноября 1900); муж: с 14 октября 1873 года Чарльз Генри Даллас (умер в 1894)[124].
          - (от 1-го брака) Джулия Маргарет Сеймур (1850 — 22 августа 1928); муж: с 9 апреля 1874 года Чарльз Август Халберт (1838—1919), священник[124].
          - (от 1-го брака) Френсис Александр Даллас Сеймур (23 сентября 1853 — 18 января 1883)[124].
          - (от 1-го брака) Ивлин Гамильтон Сеймур (5 сентября 1855 — 8 августа 1859)[124].
          - (от 1-го брака) Беатрис Джейн Сеймур (около 1859 — 18 ноября 1944); муж: с 19 июня 1883 года Чарльз Артур Скелтон (умер 10 января 1913), священник[124].
          - (от 1-го брака) Эдуард Гамильтон Сеймур (19 мая 1860 — 5 мая 1931), бригадир, 16-й герцог Сомерсет, 16-й барон Сеймур и 14-й баронет Сеймур из Берри-Пемроя с 1923 года; жена: с 28 июля 1881 года Ровена Уолл (умерла 13 ноября 1950), дочь Джорджа Уолла и Мэри Энн Диксон[125].
            - Ивлин Фрэнсис Эдвард Сеймур (1 мая 1882 — 26 апреля 1954), 17-й герцог Сомерсет, 17-й барон Сеймур и 15-й баронет Сеймур из Берри-Пемроя с 1931 года; жена: с 3 января 1906 года Эдит Мэри Паркер (умерла 19 апреля 1962), дочь Уильяма Паркера и Люсинды Стивс[126].
              - Фрэнсис Уильям Сеймур (28 декабря 1906 — 14 мая 1907)[126].
              - Элджернон Фрэнсис Эдвард Сеймур (22 июля 1908 — 14 февраля 1911)[126].
              - Перси Гамильтон Сеймур (27 сентября 1910 — 15 ноября 1984), 18-й герцог Сомерсет, 18-й барон Сеймур и 16-й баронет Сеймур из Берри-Пемроя с 1954 года; жена: с 18 декабря 1951 года Гвендолин Колетт Джейн Томас (4 октября 1913 — 18 февраля 2005), дочь Джона Сирилла Колетта Томаса и Джесси Мод Скотт-Браун[127].
                - Джон Майкл Эдвард Сеймур (родился 30 декабря 1952), 19-й герцог Сомерсет, 19-й барон Сеймур и 17-й баронет Сеймур из Берри-Пемроя с 1984 года; жена: с 20 мая 1978 года Джудит Роуз Хилл, дочь Джона Фолиотта Хилла[128].
                  - Себастьян Эдвард Сеймур (родился 3 февраля 1982), лорд Сеймур; жена: с 27 августа 2006 года Арлетт Мари Леонтин Лафаедне, дочь Даниэля Лафаедне[128].
                  - София Роуз Сеймур (родилась в 1987)[128].
                  - Генриетта Шарлотта Сеймур (родилась в 1989)[128].
                  - Чарльз Томас Джордж Сеймур (родился в 1992)[128].

                - Энн Френсис Мэри Сеймур (родилась 11 ноября 1954)[127].
                - Френсис Чарльз Эдвард Сеймур (родился 10 августа 1956); жена: с 22 мая 1982 года Пэдди Поиндер, дочь Энтони Джона Ирвина Поиндера[129].
                  - Поппи Гермиона Александра Сеймур (родилась 25 сентября 1988)[129].
                  - Уэбб Эдвард Перси Сеймур (родился 30 августа 1990)[129].
                  - Леонара Гермиона Джейн Сеймур (родилась 20 марта 1995)[129].
                  - Гермиона Энн Тара Сеймур (родилась 30 апреля 1997)[129].

              - Сьюзен Мэри Сеймур (26 апреля 1913—2004)[126].

          - (от 2-го брака) Бланш Мод Сеймур (14 сентября 1863 — 7 августа 1913)[124].
          - (от 2-го брака) Гертруда Уорд Сеймур (умерла 10 сентября 1952)[124].
          - (от 2-го брака) Агнесс Мэри Сеймур (умерла 29 мая 1956)[124].

        - Элизабет Сеймур; муж: с 18 августа 1836 года Джон Лоудэм Бретт (умер 30 ноября 1881)[123].
        - Шарлотта Гамильтон Сеймур; муж: с 15 апреля 1837 года Филипп Пенри Уильямс (умер 9 февраля 1873)[123].

      - Эдвард Уильям Сеймур (1791 — 6 июля 1874); 1-я жена: с 1821 года Шарлотта Элис Грин (умерла 10 октября 1847), дочь Джеймса Грина, вдова Ричарда Уилкинса; 2-я жена: с 19 апреля 1849 года Элизабет Грэм (умерла 14 сентября 1862), дочь Чарльза Грэма; 3-я жена: с 5 ноября 1863 года Луиза Френсис Грант, дочь Уильяма Макдональда Гранта, 6-го баронета Макдональда Гранта из Арндилли, и Элеоноры Фрейзер[122].
      - Генри Джон Хайд Сеймур (1 мая 1795 — 3 ноября 1860); жена: с 20 ноября 1821 года Шарлотта Уиткомб (умерла 20 января 1869), дочь сэра Сэмюэла Уиткомба[130].
        - Френсис Сеймур (умерла 14 июля 1902); муж: с 3 июня 1856 года Дж. Ф. Кук (умер 13 февраля 1885)[130].
        - Мэри Элис Сеймур (умерла 5 июля 1918); муж: с 20 июля 1854 года Константин Эстин Питчард (умер 6 октября 1869)[130].
        - Джейн Сеймур (около 1816 — 14 декабря 1903); муж: с 5 мая 1846 года Генри Джеймс Хоар (17 сентября 1812 — 16 февраля 1859)[130].
        - Шарлотта Пейн Сеймур (2 декабря 1822 — 13 января 1892); муж: с 7 августа 1845 года Чарльз Джеймс Уиллогби (5 февраля 1822 — 6 ноября 1875)[130].
        - Генри Сеймур (4 июля 1825 — 12 августа 1911), священник; 1-й жена: с 4 ноября 1851 года Сюзанна Биско Триттон (1826 — 8 мая 1889), дочь Роберта Триттона и Мэри Биско; 2-я жена: с 7 января 1892 года Эммелайн Мелисента Уолкер (умерла 12 октября 1912), дочь Джеймса Уолкера. Все дети родились в первом браке[131].
          - Эмили Гертруда Сеймур (17 июля 1852 — 5 декабря 1912)[131].
          - Джулия Мэри Сеймур (31 октября 1853 — 9 декабря 1943)[131].
          - Генри Сидней Сеймур (15 сентября 1855 — 26 марта 1930); жена: с 16 апреля 1896 года Элен Смит (28 декабря 1860 — 17 января 1944), дочь Уильяма Генри Смита и Эмили Денверс, виконтессы Хемблден[132].
            - Эдвард Уильям Сеймур (27 марта 1897 — ?); жена: с 18 ноября 1925 года Барбара Джудит Ласкеллс (28 марта 1903 — ?), дочь Джорджа Реджинальда Ласкеллса и Беатрис Палтени[132].

          - Эдвард Адольф Уильям Сеймур (31 июля 1858 — 28 февраля 1891), священник[131].
          - Эммелайн Сент-Мор Сеймур (23 сентября 1860 — 7 июня 1912); муж: с 3 февраля 1885 года Джордж Стенли Бинг[англ.] (29 апреля 1841 — 20 октября 1889), 8-й виконт Торрингтон с 1884 года[131].
          - Мэделайн Сент-Мор Сеймур (11 ноября 1862 — 13 сентября 1951); муж: с 11 августа 1885 года Френсис Абель Смит (3 апреля 1861 — 23 марта 1908)[131].
          - Ивлин Стюарт Сеймур (21 сентября 1864 — 27 мая 1935); жена: с 9 ноября 1897 года Генриетта Мэкен (умерла в 1941), дочь Тернера Артура Мэкена и Флоренс Луизы Джейн Лонг[131].
          - Лилиана Октавия Сеймур (18 марта 1868 — ?); муж: с 29 декабря 1896 года Луис Герберт Уэллсли-Уэсли[131].

    - Эдвард Сеймур[121].
    - Кэтрин Сеймур; 1-й муж: с 6 июня 1776 года Джон Ньютон (развод в 1782 году); 2-й муж: с 1783 Джейкоб Констент[121].
    - Френсис Сеймур; 1-й муж: с ноября 1784 года Томас Бове; 2-й муж: с 11 мая 1803 года Джеймс Тасон[121].
    - Мэри Сеймур (5 октября 1751 — 12 апреля 1814); 1-й муж: с сентября 1773 года Джон Хайд (1737—1796); 2-й муж: с 4 февраля 1798 года Джон Пейн (умер 10 марта 1819)[121].

  - Мэри Сеймур (умерла 21 июля 1762); муж: с 20 октября 1759 года Винсент Джон Биско (умер 29 апреля 1771)[111].

### Ветвь маркизов Хартфорд

Герб Сеймуров, маркизов Хартфорд

#### Ветвь Сеймур-Конвей
- Френсис Сеймур-Конвей (28 мая 1679 — 3 февраля 1732), член парламента от Брамбера в 1701—1703 годах, 1-й барон Конвей из Рэгли с 1703 года, 1-й барон Конвей и Киллултах с 1712 года; 1-я жена: с 17 февраля 1704 года Мэри Хайд (1669 — 25 января 1709), дочь Лоуренса Хайда, 1-го графа Рочестера, и Генриетты Бойл; 2-я жена: с июля 1716 года Шарлот Шортер (около 1683 — 12 февраля 1734), дочь Джона Шортера и Элизабет Филиппс[36][106].
  - (от 1 брака) Мэри Сеймур-Конвей (умерла в июле 1728); муж: с 26 июля 1727 Николас Прайс (около 1700 — декабрь 1742)[133].
  - (от 2-го брака) Френсис Сеймур-Конвей (5 июля 1718 — 14 июня 1794), 2-й барон Конвей из Рэгли и 2-й барон Конвей и Киллултах с 1732 года, 1-й граф Хартфорд и 1-й виконт Бошан с 1750 года, 1-й маркиз Хартфорд и 1-й граф Ярмут с 1793 года; жена: с 29 мая 1741 года Изабелла Фицрой[англ.] (1726 — 10 ноября 1782), дочь Чарльза Фицроя, 2-го герцога Графтона, и Генриетты Сомерсет[38][134].
    - Френсис Ингрэм-Сеймур-Конвей (12 февраля 1743 — 28 июня 1822), член парламента от Лостуитиэля в 1766—1768 годах, член парламента от Орфорда в 1768—1794 годах, 2-й маркиз и граф Хартфорд, 2-й граф Ярмут, 2-й виконт Бошан, 3-й барон Конвей из Рэгли и 3-й барон Конвей и Киллултах с 1794 года; 1-я жена: с 4 февраля 1768 года Элис Элизабет Виндзор[англ.] (умерла 11 февраля 1772), дочь Герберта Хикмана-Виндзора, 2-го виконта Виндзора[англ.], и Элис Клеверинг; 2-я жена: с 20 мая 1776 года Изабелла Энн Ингрэм-Шеферд (1760 — 12 апреля 1834), дочь Чарльза Ингрэма, 9-го виконта Ирвайна[англ.], и Фрэнсис Гибсон Шеферд[англ.][135][136][137].
      - (от 2-го брака) Френсис Сеймур-Конвей (11 марта 1777 — 1 марта 1842), член парламента от Орфорда в 1797—1802 годах, член парламента от Лисберна в 1802—1812 годах, член парламента от графства Антрим в 1812—1818 годах, член парламента от Камелфорда в 1820—1822 годах, 3-й маркиз и граф Хартфорд, 3-й граф Ярмут, 3-й виконт Бошан, 4-й барон Конвей из Рэгли и 4-й барон Конвей и Киллултах с 1822 года; жена: с 18 мая 1798 года Мария Эмилия Фаньяни[англ.] (умерла 2 марта 1856), незаконнорождённая дочь Уильяма Дугласа, 4-го герцога Куинсбери[135][138].
        - Френсис Сеймур-Конвей (1799 — ноябрь 1822); муж: с 1 февраля 1822 года Артур Мария Август (26 августа 1796 — 2 июня 1879), маркиз де Шевинье[138].
        - Ричард Сеймур-Конвей (22 февраля 1800 — 25 августа 1870), член парламента от графства Антрим в 1822—1826 годах, 4-й маркиз и граф Хартфорд, 4-й граф Ярмут, 4-й виконт Бошан, 5-й барон Конвей из Рэгли и 5-й барон Конвей и Киллултах с 1842 года; не был женат, но состоял в связи с Элизабет Агнес Данлоп-Уоллес (12 августа 1789 — 2 апреля 1864), от которой имел сына[139][140].
          - сэр Ричард Уоллес[англ.] (26 июля 1818 — 20 июля 1890), баронет Уоллес с 1866 года, член парламента в 1873—1885 годах; жена: с 1871 года Джулия Амелия Шарлотта Кастельно, дочь Бернара Кастельно[141].

        - Генри Сеймур-Конвей (10 января 1805 — август 1859)[138].

      - (незаконный) Генри Август Сеймур (3 декабря 1771—1847); жена: с 26 марта 1810 года Маргарет Уильямс (30 августа 1785 — 31 августа 1867)[142].
        - Френсис Сеймур (2 августа 1813 — 10 июля 1890), 1-й баронет Сеймур с 1869 года; жена: с 25 августа 1869 года Агнес Остин Уикхэм (около 1845 — ?), дочь Хилла Дейва Уикхэма и Джесси Клефейн[143].
          - Альберт Виктор Френсис Сеймур (1 декабря 1879 — 2 мая 1949), 2-й баронет Сеймур с 1890 года[143].

        - Генриетта Сеймур (13 марта 1822 — 24 марта 1909); муж: с 27 марта 1848 года Франц Йозеф Иоганн Непомук Готфрид (2 ноября 1814 — 7 ноября 1897), граф фон Люцов цу Дрей-Люцов[142].

    - Энн Сеймур-Конвей (1 августа 1744 — 4 ноября 1784); муж: с 15 февраля 1766 года Чарльз Мур (29 июня 1730 — 22 декабря 1822), 6-й граф Дрохеда с 1758 года, 1-й маркиз Дрохеда с 1791 года[138].
    - Генри Сеймур[англ.] (15 декабря 1746 — 5 февраля 1830), член парламента от Ковентри в 1766—1774 годах, член парламента от Мидхёрста в 1774—1780 годах, член парламента от Даунтона в 1780—1784 годах[138][144].
    - Сара Френсис Сеймур-Конвей (27 сентября 1747 — 18 июля 1770); муж: с 3 июня 1766 года Роберт Стюарт (27 сентября 1739 — 8 апреля 1821), 1-й барон Лондондерри с 1789 года, 1-й граф Лондондерри с 1796 года, 1-й маркиз Лондондерри с 1816 года[134].
    - Роберт Сеймур[англ.] (20 января 1748 — 23 ноября 1831), член парламента от Орфорда в 1771—1784 и 1794—1807 годах, член парламента от Вуттон-Бассета в 1784—1790 годах, член парламента от Кармартеншира в 1807—1820 годах; 1-я жена: с 15 июня 1773 года Анна Дельме (умерла 29 ноября 1804), дочь Питера Дельме и Кристины Пейн; 2-я жена: со 2 мая 1806 года Андерлехтия Кларисса Шетвинд (около 1765 — 3 июня 1855), дочь Уильяма Шетвинда, 4-го виконта Шетвинда[англ.], и Сюзанны Коуп. Все дети родились от 1-го брака[145][146].
      - Элизабет Сеймур (1775 — 23 февраля 1848); 1-й муж: с 10 декабря 1805 года Уильям Гриффит Дэвис (1762 — 4 июля 1814); 2-й муж: со 2 мая 1817 года Герберт Эванс (умер в 1848), майор[146].
      - Генри Сеймур (около 1776 — 13 февраля 1843); жена: с 1 июля 1800 года Эмили Бинг (умерла 3 сентября 1824), дочь Джорджа Бинга, 4-го виконта Торрингтона, и Люси Бойл[146].
      - Френсис Изабелла Сеймур (умерла 3 июня 1838); муж: со 2 декабря 1802 года Джордж Фердинанд Фицрой (7 августа 1761 — 24 июня 1810), 2-й барон Саутгемптон с 1797 года[146].
      - Энн Мария Сеймур (22 сентября 1781 — ?)[146].
      - Гертруда Сеймур (28 июля 1784 — 3 января 1825); муж: с 12 ноября 1812 года Джон Хенсли Аллен (1769 — 9 апреля 1843)[146].

    - Гертруда Сеймур-Конвей (8 октября 1750 — сентябрь 1793); муж: с 10 февраля 1772 года Джордж Мейсоном-Вильерс[англ.] (13 июля 1751 — 14 июля 1800), 2-й граф Грандисон с 1782 года[134].
    - Френсис Сеймур-Конвей (4 декабря 1751 — 11 ноября 1820); муж: с 21 мая 1775 года Генри Фиенн Пелэм-Клинтон[англ.] (5 ноября 1750 — 18 октября 1778), граф Линкольн[134].
    - Эдвард Сеймур-Конвей (около 1752—1785), священник, каноник в Крайс-Чёрче, Оксфорд[134].
    - Элизабет Сеймур-Конвей (1754—1825)[134].
    - Изабелла Сеймур-Конвей (25 декабря 1755—1825); муж: с 19 октября 1785 года Джордж Хаттон[134].
    - Уильям Сеймур (29 апреля 1759 — 31 января 1837), член парламента от Ковентри в 1783—1784 годах, член парламента от Даунтона 1785—1790 годах, член парламента от Орфорда в 1790—1796 годах; жена: с 10 ноября 1798 года Марта Клитроу (1768 — 6 июля 1848), дочь Джеймса Клитроу и Энн Кемейс[147][148].
      - Эдвард Сеймур (1801 — 15 декабря 1853)[148].
      - Генри Сеймур (29 ноября 1802 — 19 апреля 1867), капитан, мировой судья в Суррее и Бекингемшире; жена: с 16 августа 1831 года Джейн Уиллан, дочь Томаса Уиллана[148].

    - Хью Сеймур[англ.] (29 апреля 1759 — 11 сентября 1801), член парламента от Даунтона в 1784—1786 годах, член парламента от Трегони в 1788—1790 годах, член парламента от Вендовера в 1790—1796 годах, член парламента от Портсмута в 1796—1801 годах, адмирал; жена: с 2 апреля 1786 года Анна Оноратия Уолдгрейв (1762 — 12 июня 1801), дочь Джеймса Уолдгрейва, 2-го графа Уолдгрейва, и Марии Уолполл[149][150][151].
      - Потомство

    - Джордж Сеймур[англ.] (21 июля 1763 — 10 марта 1848), член парламента от Орфорда в 1784—1790 годах, член парламента от Тотнеса в 1796—1801 годах; жена: с 20 июля 1795 года Изабелла Гамильтон (28 сентября 1772 — ?), дочь Джорджа Гамильтона[англ.] и Элизабет Онслоу[152][153].
      - Потомство

  - (от 2-го брака) Генри Сеймур-Конвей (12 августа 1719 — 9 июля 1795), британский фельдмаршал, член парламента от Хайам Феррерс в 1741 году, командующий британскими войсками в Германии в 1761 году; жена: с 19 декабря 1747 года Кэролайн Кэмпбелл (12 января 1721 — 17 января 1803), дочь Джона Кэмпбелла, 4-го герцога Аргайла, и Мэри Белленден, вдова Чарльза Брюса, 4-го графа Элгина и 3-го графа Эйлсбери[37][154].
    - Энн Сеймур-Конвей (8 ноября 1748 — 28 мая 1828); муж: с 14 июня 1767 года Джон Дамер (25 июня 1744 — 15 августа 1776)[155].

#### Потомки адмирала Хью Сеймура
- Хью Сеймур[англ.] (29 апреля 1759 — 11 сентября 1801), член парламента от Даунтона в 1784—1786 годах, член парламента от Трегони в 1788—1790 годах, член парламента от Вендовера в 1790—1796 годах, член парламента от Портсмута в 1796—1801 годах, адмирал; жена: с 2 апреля 1786 года Анна Оноратия Уолдгрейв (1762 — 12 июня 1801), дочь Джеймса Уолдгрейва, 2-го графа Уолдгрейва, и Марии Уолполл[149][150][151].
  - сэр Джордж Френсис Сеймур[англ.] (17 сентября 1787 — 20 января 1870), адмирал; жена: с февраля 1811 года Джорджиана Мэри Беркли (около 1791—1878), дочь адмирала сэра Джорджа Крэнфилда Беркли и Эммы Шарлотты Леннокс[156][157].
    - Френсис Джордж Хью Сеймур (11 февраля 1812 — 25 января 1884), 5-й маркиз и граф Хартфорд, 5-й граф Ярмут, 5-й виконт Бошан, 6-й барон Конвей из Рэгли и 6-й барон Конвей и Киллултах с 1870 года; жена: с 9 мая 1839 года Эмили Мюррей (22 ноября 1816 — 24 июня 1902), дочь Дэвида Уильяма Мюррея, 3-го графа Мэнсфилда, и Фредерики Мэркэм[158].
      - Фредерика Джеорджина Сеймур (около 1841 — 12 января 1848[158].
      - Горация Элизабет Сеймур (1842 — 16 апреля 1922); муж: с 26 июня 1861 года сэр Генри Дэвид Эрскин (5 января 1838 — 7 сентября 1921)[158].
      - Хью де Грей Сеймур (22 октября 1843 — 23 марта 1912), 6-й маркиз и граф Хартфорд, 6-й граф Ярмут, 6-й виконт Бошан, 7-й барон Конвей из Рэгли и 7-й барон Конвей и Киллултах с 1884 года; жена: с 16 апреля 1868 года Мэри Худ (4 июня 1846 — 6 апреля 1909), дочь Александра Худа, 1-го виконта Бридпорта, и Мэри Пенелопы Хилл[159].
        - Маргарет Элис Сеймур (22 марта 1869 — 18 августа 1901); муж: с 10 ноября 1892 года Джеймс Хейнворт Исмей (1867 — 24 января 1930)[159].
        - Джордж Френсис Александр Сеймур (20 октября 1871 — 16 февраля 1940), 7-й маркиз и граф Хартфорд, 7-й граф Ярмут, 7-й виконт Бошан, 8-й барон Конвей из Рэгли и 8-й барон Конвей и Киллултах с 1912 года; жена: с 27 преля 1903 года Элис Корнелия Троу, дочь Уильяма Троу (брак аннулирован в 1908 году)[160].
        - Эмили Мэри Сеймур (4 августа 1873 — 7 ноября 1948); муж: с 10 сентября 1895 года Реджинальд Эдмунд Уолкер (27 июня 1866 — 23 августа 1945), священник[159].
        - Виктория Фредерика Вильгельмина Джеорджина Сеймур (20 октября 1874 — 23 апреля 1960); муж: с 29 мая 1900 года Чарльз Алан Сэткарт де Треффорд (8 февраля 1871 — 9 мая 1950), подполковник[159].
        - Джейн Эдит Сеймур (1 апреля 1877 — ?); муж: с 11 августа 1904 года Хью Дадли Карлтон (24 декабря 1865 — 9 августа 1906), майор[159].
        - Генри Чарльз Сеймур (18 мая 1878 — 18 июня 1939), бригадный генерал; жена: с 10 ноября 1915 года Хелен Френсис Гросвенор (5 февраля 1888 — 21 октября 1970), дочь Хью Лупуса Гровенора, 1-го герцога Вестминстера, и Кэтрин Кэролайн Кавендиш[161].
          - Маргарет Кэтрин Сеймур (9 мая 1918 — 24 мая 1975); муж: с 22 апреля 1948 года сэр Алан Филипп Хей (27 февраля 1918—1986)[161].
          - Хью Эдвард Конвей Сеймур[англ.] (29 марта 1930 — 2 декабря 1997), 8-й маркиз и граф Хартфорд, 8-й граф Ярмут, 8-й виконт Бошан, 9-й барон Конвей из Рэгли и 9-й барон Конвей и Киллултах с 1940 года; с 10 июля 1956 года княгиня Памела Тереза Луиза де Шиме (родилась 18 ноября 1932), дочь подполковника князя Альфонсо Марсело Матео Жозефа Жюля де Рикве де Шиме и Мэри Бренды Гамильтон[162].
            - Генри Джоселин Сеймур[англ.] (родился 6 июля 1958), 9-й маркиз и граф Хартфорд, 9-й граф Ярмут, 9-й виконт Бошан, 10-й барон Конвей из Рэгли и 10-й барон Конвей и Киллултах с 1997 года; жена: с 15 декабря 1990 года Беатрис Карам, дочь Джорджа Карама[163].
              - Габриэлла Хелен Сеймур (родилась 23 апреля 1992)[163].
              - Уильям Фрэнсис Сеймур (родился 2 ноября 1993), граф Ярмут; жена: Келси Уэллс, дочь доктора Эндрю Уэллса[164].
                - Клемент Эдрю Сеймур (родился 29 ноября 2019), виконт Бошан[164].
                - Джоселин Уильям Сеймур (родился 25 августа 2021)[164].

              - Эдвард Джордж Сеймур (родился 24 января 1995)[163].
              - Антония Луиза Сеймур (родилась 24 июля 1998)[163].

            - Кэролайн Мэри Сеймур (родилась 30 сентября 1960)[162].
            - Диана Хелен Сеймур (родилась 10 декабря 1963); 1-й муж: с 10 октября 1992 года Тимоти Вердон (развод); 2-й муж: с 6 мая 2000 года Генри Александр Николас Бомонт (родился 25 июля 1966)[162].
            - Энн Кэтрин Сеймур (родилась 26 мая 1966)[162].

        - Эдвард Бошан Сеймур (22 ноября 1879 — 7 декабря 1917); жена: с 23 мая 1914 года Эльфрида Аделаида де Треффорд (8 июня 1886 — 10 ноября 1965), дочь Сигизмунда Кэткарта де Треффода и Клементины Френсис Мостин[159].
        - Джордж Фредерик Сеймур (2 сентября 1881 — 30 октября 1940); жена: с 12 июля 1906 года Нора Скипвит (30 апреля 1882 — 23 сентября 1959), дочь Арчибальда Пейтона Скипвита и Эдит Ройдс[165].
          - Пол де Грей Горацио Сеймур (16 мая 1911 — 17 November 1942), майор авиации; жена: с 16 октября 1937 года Хилари Мэри Крикмей, дочь Дугласа Эрнеста Крикмея[166].
            - Эндрю Конвей Пол Сеймур (родился 1 ноября 1939), коммодор авиации; жена: с 31 октября 1964 года Джун Энн Гарднер, дочь Фредерика А. Гарднера[167].
              - Элизабет Джейн Сеймур (родилась в 1972)[167].

          - Джордж Виктор Сеймур (5 августа 1912 — 12 июля 1953), подполковник; жена: с 3 августа 1946 года Хильда Элизабет Филлипс (1 июня 1917 — 28 июня 1985), дочь капитана Гаральда Лайонела Филлипса и Хильды Уиллман Хиллс[168].
            - Джеорджина Сеймур (28 февраля 1951 — 1 марта 1951)[168].
            - Николас Джордж Марк Сеймур (родился 26 октября 1953); жена: с 1978 года Никола Клер Чалдвин (родилась в 1957), дочь Уолтера Уильяма Бургоня Чалдвина и Патрисии Мэри Габриэллы О’Брайен (развод в 1981 году)[168].

          - Эдит Патрисия Мэри Сеймур (родилась 24 сентября 1913); муж: 23 ноября 1913 года Эммануэль Касдагли, священник (развод в 1972 году)[165].
          - Фрэнк Хью Сеймур (5 Dдекабря 1919 — 20 июля 1944), лейтенант[165].

      - Флоренс Кэтрин Сеймур (1845 — 7 мая 1921); муж: с 23 июля 1872 года Джеймс Сент-Джон Блант (5 июня 1827 — 13 мая 1889), священник[158].
      - Альберт Чарльз Сеймур (24 апреля 1847 — 24 марта 1891), полковник; жена: с 22 июня 1872 года Сара Напьер (после 7 июля 1846 — 30 апреля 1901), дочь капитана Джона Мура Напьера и Марии Олкок[169].
        - Чарльз Хью Напьер Сеймур (11 ноября 1874 — 15 марта 1933), подполковник; жена: с 31 октября 1905 года Мэри Аделаида Филипс (умерла 12 октября 1977), дочь Уильяма Мортона Филипса и Кэролайн Энн Кейт Стопфорд[170].
          - Уильям Напьер Сеймур (8 сентября 1914 — 22 июня 2011), майор; жена: с 28 апреля 1945 года Рейчел Мэри Хэмбро (родилась 18 сентября 1925), дочь Энгуса Вальдимара Хэмбро и Ванды Дороти Джулии Чарлтон[171].
            - Кэролайн Сара Сеймур (родилась 21 марта 1946); муж: с 15 апреля 1967 года Саймон Томас Сесил Хендбери (умер 30 мая 1997)[171].
            - Сара Джейн Сеймур (родилась 3 октября 1947); муж: с 1974 года Ричард Дэвид О’Махони Пейдж[171].
            - Арабелла Мэри Сеймур (родилась 1 января 1952); муж: с 8 февраля 1973 года Кристофер Джулиан Элвес (родился 7 мая 1947)[171].

        - Вайолет Сесилия Джорджина Сеймур (27 октября 1876 — 12 августа 1877)[169].
        - Уильям Уолтер Сеймур (28 ноября 1878 — 12 июля 1940), полковник; жена: с 8 августа 1906 года Мюриэль Кэмпбелл (умерла 29 сентября 1946), дочь К. Уолкера Кэммпбелла, вдова Альфреда Кокрэна Кэмпбелла[172].
          - Джейн Сеймур (18 сентября 1907 — ?); муж: с 28 октября 1933 года Майкл Артур Анвин-Хиткот[172].
          - Пэмела Сеймур (12 декабря 1908 — 4 августа 1963); муж: с 10 июня 1939 года Брайан Сесил Дюрант (1910—1983), контр-адмирал[172].
          - Хью Уинифред Напьер Сеймур (1 октября 1917 — 14 июня 1942), лейтенант[172].

        - Эдвард Виктор Френсис Сеймур (5 августа 1887 — 16 апреля 1927), капитан; жена: с 1 февраля 1915 года Грейс Флоренс Харриет Блэкли (умерла 12 марта 1986), дочь Тревеса Джона Хьюберта Блэкли и Флоренс Драйвер[173].
          - Джейн Сеймур (27 июля 1917 — 28 февраля 1987); муж: с 30 октября 1951 года Чарльз Кристофер Дадли Шорт (умер 13 октября 1978)[173].

      - Джеорджина Эмили Люси Сеймур (1848 — 22 июля 1944); муж: с 23 января 1877 года Генри Эдвард Стирлинг Драммнонд из Блейр Драммонд (15 сентября 1846 — 16 мая 1911), подполковник[158].
      - Эрнест Джеймс Сеймур (10 мая 1850 — 23 января 1930), мировой судья в Вустершире и Уорикшире; жена: с 26 сентября 1877 года Джеорджиана Сеймур Фортескью (1852 — 24 декабря 1915), дочь Хью Фортескью, 3-го графа Фортескью, и Джеорджианы Августы Шарлотты Кэролайн Доусон-Дамер[174].
        - Френсис Эрнест Сеймур (7 октября 1878 — 21 мая 1952)[174].
        - Реджинальд Гай Сеймур (15 января 1880 — 4 января 1965), капитан[174].
        - Рут Сеймур (16 июня 1881 — 23 августа 1976); муж: с 5 октября 1911 года Бертрам Эдвард Петр (20 апреля 1873 — 8 марта 1962)[174].
        - Элеанор Элис Сеймур (22 июня 1883 — 30 августа 1975)[174].
        - Артур Джордж Сеймур (19 октября 1884 — 22 июля 1935), капитан; жена: с 19 февраля 1930 года Элизабет Патрисия Маккинд (умерла в 1957), дочь Питера Маккинда[174].
        - Констанс Эмили Мэри Сеймур (6 мая 1887 — 12 февраля 1917)[174].

      - Констанс Аделаида Сеймур (1852 — 30 ноября 1915); муж: со 2 ноября 1871 года Фредерик Сент-Джон Барн (5 сентября 1842 — 25 января 1898), подполковник[158].
      - Мэри Маргарет Сеймур (1855 — 29 декабря 1948); муж: с 12 августа 1875 года сэр Джордж Джон Эджертон Дэшвуд[англ.] (12 сентября 1851 — 1 сентября 1933), 6-й баронет Дэшвуд[158].
      - Виктор Александр Сеймур (6 марта 1859 — 7 августа 1935), священник; жена: с 23 сентября 1885 года Элизабет Маргарет Кэтор (умерла 8 июня 1958), дочь Олбермарля Кэтора и Мэри Молсуорт Корделии Моэн-Харрис[175].
        - Конвей Хью Сеймур (27 июля 1886 — 20 октября 1931), майор; жена: с 8 января 1916 года Кэтлин Батлер (умерла 2 декабря 1950), дочь лейтенанта-полковника Фрэнсиса Джона Пола Батлера[176].
          - Адриэн Джон Конвей Сеймур (11 июня 1918 — 12 сентября 2020), подполковник; жена: с 14 февраля 1953 года Элизабет Энн Херберт (14 сентября 1927 — 9 ноября 2005), дочь генерала-лейтенанта сэра Эдвина Отуэя Херберта[англ.] и Мюриэль Ирлем Бэрлоу[177].
            - Вирджиния Кэтлин Сеймур (родилась 8 октября 1955); муж: с 1983 года Александр Теодор Теренс Роттенбург[177].
            - Анджела Мэри Сеймур (19 августа 1957—1979)[177].

          - Френсис Хью Сеймур (родился 18 июня 1922); жена: с 31 декабря 1951 года Хелен Элизабет Корниш (умерла в 1986)[178].
            - Уильям Томас Сеймур (родился 24 февраля 1955); жена: с 1984 года Синди Линда Мария Мюррей, дочь Кристиана Мюррея[179].
              - Джиллиан Натали Элизабет Сеймур (родилась в 1987)[179].
              - Хилари Розели Сеймур (родилась в 1990)[179].

            - Маргарет Луиза Сеймур (родилась 8 октября 1955); муж: с 1986 года Джордж Уильям Болдвик[178].

        - Джейн Сеймур (18 марта 1890 — ?); 1-й муж: с 15 июня 1912 года Луис Эдвин Уильям Эджертон (20 октября 1880 — 1 августа 1917), капитан; 2-й муж: с 11 июля 1921 года Артур Роланд Джордж Уилберфорс (21 декабря 1877 — 19 марта 1955)[175].
        - Мэри Сеймур (17 ноября 1893 — 25 апреля 1899)[175].
        - Энн Кристин Сеймур (30 ноября 1896 — 13 августа 1995); 1-й муж: с 8 ноября 1920 года Кажетан Луи Виктор Марно (умер 18 июня 1930), капитан; 2-й муж: с 25 сентября 1934 года Виктор Фредерик Энгельхарт (3 марта 1867 — 4 июня 1949)[175].
        - Уильям Джон Сеймур (7 апреля 1900 — 5 марта 1967); жена: с 9 сентября 1930 года Уилма Кларк (умерла в 1987), дочь Уильяма Джона Тёрнера Кларка[180].
          - Конвей Уильям Хью Сеймур (20 июня 1934—2015); жена: с 22 мая 1959 года Сьюзен Эвизел Маккей, дочь Рональда Роберта Ричарда Маккея[181].
            - Сьюзен Кристин Сеймур (родилась 24 декабря 1960)[181].
            - Конвей Рональд Хью Сеймур (родился 19 февраля 1962)[181].
            - Джейн Эвизел Сеймур (родилась 11 июля 1965)[181].

          - Сара Корделия Сеймур (родилась 14 марта 1939)[180].

    - Джорджиана Изабелла Сеймур (умерла 4 декабря 1848); муж: с 22 июля 1844 года Чарльз Кокрэн (умер в 1885)[157].
    - Генри Джордж Сеймур[англ.] (20 марта 1818 — 26 июля 1869), вице-адмирал, член парламента от графства Антрим в 1865—1869 годах, лорд Адмиралтейства в 1866—1868 годах[182]
      - Джордж Хост Сеймур (28 июня 1862 — 28 мая 1885), лейтенант[183].
      - Чарльз Дерик Сеймур (26 августа 1863 — 22 апреля 1935); жена: с 28 ноября 1903 года София Маргарет Хост (около 1836 — 16 мая 1917), дочь Дэрика Хоста и Энн Хост[183].
      - Александра Джеорджина Сеймур (около 1865 — 28 октября 1942); муж: с 6 июня 1893 года сэр Иан Мюррей Хиткоат-Эмори (16 апреля 1865 — 4 января 1931), 2-й баронет Хиткоат-Эмори с 1914 года, шериф Девона в 1924 году[183].
      - Эмили Августа Сеймур (около 1867 — 14 июня 1960); муж: с 21 апреля 1891 года Эдвард Льюис Биркбек (умер 12 октября 1901)[183].
      - Горация Энн Сеймур (1868 — 28 мая 1919)[183].

    - Горация Луиза Сеймур (умерла в 1829)[157].
    - Эмили Шарлотта Сеймур (умерла 10 января 1892); муж: с 10 сентября 1850 года Уильям Ричард Ормсби-Гор[англ.] (3 марта 1819 — 26 июня 1904), 2-й барон Харлек с 1876 года[157].
    - Матильда Горация Сеймур (1831 — 11 марта 1916); муж: с 22 сентября 1886 года Сесил Райс (28 февраля 1831 — 6 мая 1917), подполковник[157].
    - Лаура Вильгельмина Сеймур (27 января 1833 — 13 февраля 1912); муж: с 24 января 1861 года князь Виктор цу Гогенлое-Лангенбург[англ.] (11 декабря 1833 — 31 декабря 1891), граф Глейхен[157].
    - Уильям Фредерик Эрнест Сеймур[англ.] (8 декабря 1838 — 9 февраля 1915), генерал; жена: с 31 августа 1871 года Эва Энн Кэролайн Дуглас-Пеннант (около 1851 — 3 января 1934), дочь Эдварда Гордона Дугласа-Пеннанта[англ.], 1-го барона Пенрина, и Марии Луизы Фицрой[184].
      - Мейбл Луиза Сеймур (около 1873 — 27 марта 1951); муж: с 5 сентября 1914 года Уайнарт Кит Браун (умер 4 июня 1915), капитан[184].
      - Эдвард Ноэль Сеймур (25 декабря 1878 — 26 января 1880)[184].
      - Хейзел Джеорджина Сеймур (около 1880 — 24 ноября 1920); муж: с 5 января 1905 года Эдвард Кэмпбелл Лох, полковник[184].
      - Дороти Нина Сеймур (около 1882 — 7 января 1953); муж: с 16 декабря 1919 года сэр Генри Чамли Джексон[англ.] (12 августа 1879 — 19 октября 1972)[184].
      - Мэри Фреда Сеймур (умерла 20 ноября 1968); муж: с 29 апреля 1919 года Дэвид Генри Лох (умер 3 сентября 1941), капитан[184].

  - Хью Генри Сеймур (25 сентября 1790 — 2 декабря 1821), подполковник; жена: с 18 мая 1818 года Шарлотта Джорджиана Чамли (умерла 24 июня 1828), дочь Джорджа Джеймса Чамли, 1-го маркиза Чамли, и Джорджианы Шарлотты Берти[185].
    - Хью Хорас Сеймур (15 сентября 1821 — 4 декабря 1892); жена: с 4 ноября 1846 года Джорджиана Иллайс (умерла 12 октября 1907), дочь Роберта Иллайса и Эльзы Кортни[186].
      - Шарлотта Сюзанна Сеймур (умерла 5 августа 1948); муж: с 27 мая 1879 года Чарльз Уолтер Кэмпион (умер 18 марта 1926)[186].
      - Хью Френсис Сеймур (23 декабря 1855 — 14 июня 1930), мировой судья в Хартфордшире; жена: с 15 апреля 1884 года Рейчел Бланш Ласкеллс (умерла 4 ноября 1946), дочь Джеймса Уолтера Ласкеллса и Эмму Клары Миллс[187].
        - Хорас Джеймс Сеймур (26 февраля 1885 — 8 сентября 1978), дипломат; жена: с 9 апреля 1917 года Вайолет Энн Эрскин (22 марта 1894 — 11 августа 1996)[188].
          - Джейн Сеймур (умерла 15 августа 1918)[188].
          - Джоан Сеймур; муж: с 27 октября 1945 года Клайв Гордон Томпсон (умер в 1969)[188].
          - Вирджиния Сеймур; 1-й муж: с 26 января 1945 года сэр Иво Герберт Ивлин Джозеф Стортон (18 июля 1901—1985); 2-й муж: с 1986 года Уильям Хилари Янг[188].
          - Хью Фрэнсис Сеймур (родился 14 декабря 1926); жена: с 14 августа 1954 года Мэри Элизабет Робертс (около 1928 — 31 авгутса 2018), дочь Томаса Х. Робертса[189].
            - Хью Джеймс Сеймур (родился 10 марта 1956); 1-я жена: с 1986 года Фелисити Энн Уэббер (умерла в 1993), дочь П. Х. Уэббера; 2-я жена: с 1996 года Сюзанна Хиндмарч, дочь М. У. Хниндмарча[190].
              - (от 1-го брака) Хьюго Фредерик Джеймс Сеймур (родился в 1986)[190].
              - (от 1-го брака) Октавия Клер Камак Сеймур (родилась в 1990)[190].
              - (от 1-го брака) Руперт Александр Эрскин Сеймур (родился в 1992)[190].
              - (от 2-го брака) Феликс Горацио Хиндмарч Сеймур (родился 5 июня 2000)[190].
              - (от 2-го брака) Оттон Сторм Хиндмарч Сеймур (родился 3 июня 2003)[190].

            - Шарлотта Сеймур (родилась 10 июля 1957)[189].
            - Джулиан Сеймур (родился 11 апреля 1961)[189].
            - Сара Кэтрин Сеймур (родилась 10 сентября 1962)[189].
            - Френсис Бенедикт Сеймур (родился 14 декабря 1966)[189].

        - Френсис Сеймур (30 мая 1886 — 30 июля 1915), лейтенант; жена: с 21 декабря 1914 года Барбара Энн Буттл-Уилбрэхем (2 мая 1893 — 31 октября 1949), дочь Эдварда Джорджа Буттл-Уилбрэхема[англ.], 2-го графа Лэтома, и Уилмы Плейделл-Бувери[187].
        - Мейбл Сеймур (умерла 21 июля 1973)[187].
        - Кэтлин Джорджиана Сеймур (умерла 29 мая 1946)[187].
        - Мэри Гвендолин Сеймур[187].

  - сэр Хорас Бошан Сеймур (22 ноября 1791 — 23 ноября 1851), полковник; 1-я жена: с 15 мая 1818 года Элизабет Малет Полк (1797 — 18 января 1827), дочь сэра Лоуренса Полка, 2-го баронета Полка, и Дороти Элизабет Вогэн; 2-я жена: с июля 1835 года Френсис Селина Изабелла Пойнц (умерла 29 августа 1875), дочь Уильяма Стефана Пойнца и Элизабет Мэри Браун[151].
  - Горация Мария Френсис Сеймур (15 ноября 1795 — 26 августа 1853); муж: с 3 декабря 1814 года Джон Филипп Мориер (9 ноября 1776 — 20 августа 1853)[151].
  - Фредерик Чарльз Уильям Сеймур (1 февраля 1797 — 7 декабря 1856); 1-я жена: с 15 апреля 1822 года Мэри Гордон (умерла 13 июня 1825), дочь Джорджа Гордона, 9-го маркиза Хантли, и Кэтрин Коуп; 2-я жена: с 18 сентября 1832 года Августа Херви (умерла 17 марта 1880), дочь Фредерика Уильяма Херви, 1-го маркиза Бристоля, и Элизабет Альбины Аптон[191].
    - (от 1-го брака) Конвей Фредерик Чарльз Сеймур (25 марта 1823 — 1 мая 1914)[191].
    - (от 1-го брака) Мэри Фридерика Сеймур (умерла 23 октября 1902); муж: с 16 февраля 1857 года сэр Томас Миддлтон-Биддульф[англ.] (умер 28 сентября 1878), генерал[191].
    - (от 2-го брака) Элиза Онората Фредерика Сеймур (16 июля 1833 — 23 апреля 1896); 1-й муж: с 23 сентября 1861 года Генри Агар-Эллис[англ.] (25 февраля 1825 — 20 февраля 1866), 3-й виконт Клифден с 1836 года; 2-й муж: с 12 октября 1875 года сэр Уолтер Джордж Стирлинг (6 сентября 1839 — 7 июня 1934), 3-й баронет Стирлинг[191].
    - (от 2-го брака) Августа Джорджиана София Сеймур (умерла 10 февраля 1901); муж: со 2 февраля 1860 года Чарльз Уильям Браденелл-Брюс (18 июня 1834 — 16 апреля 1897)[191].
    - (от 2-го брака) Шарлотта Френсис Фредерика Сеймур (28 сентября 1835 — 31 октября 1903); муж: с 8 июля 1858 года Джон Пойнтц Спенсер (27 октября 1835 — 13 августа 1910), 5-й граф Спенсер с 1857 года[191].
    - (от 2-го брака) Фредерик Хорас Артур Сеймур (9 ноября 1836 — 25 марта 1914), генерал-майор[191].
    - (от 2-го брака) Артур Лоуренс Эрве Сеймур (1838—1859)[191].
    - (от 2-го брака) сэр Хорас Альфред Дэмер Сеймур (9 апреля 1843 — 25 июня 1902); жена: с 17 февраля 1880 года Элизабет Мэри Ромилли (около 1853 — 17 апреля 1950), дочь Фредерика Ромилли и Элизабет Амелии Джейн Эллиот-Мюррей-Киннинмоунд[192].
      - Горация Августа Элизаебет Сеймур (умерла 11 ноября 1966)[192].
      - Мэри Гертруда Сеймур (умерла 1 мая 1973); муж: с 1 июня 1904 года Чарльз Клайв Бигхэм[англ.] (18 августа 1872 — 20 ноября 1956), 2-й виконт Мерси с 1929 года[192].
      - Синтия Шарлетт Сеймур (умерла 8 августа 1968); муж: с 11 июля 1923 года сэр Джошуа Милн Кромптон Читэм (умер 6 января 1938)[192].
      - Ральф Фредерик Сеймур (6 января 1886 — 4 октября 1922)[192].
      - Леопольд Роберт Сеймур (30 апреля 1888 — ?); жена: с 23 апреля 1914 года Мэри Элизабет Фрейер (умерла в сентябре 1955), дочь Томаса Фрейера[192].
      - Маргарет Лили Уинифред Сеймур (1891 — 17 мая 1976); муж: с 14 июня 1916 года Сесил Френсис Алек Уолкер (умер 27 января 1925), майор[192].

  - Мария Джорджиана Эмма Сеймур (около 1798 — 30 октября 1848); муж: с 1825 года Джордж Лайонел Доусон-Дэмер (28 октября 1788 — 14 апреля 1856), полковник[151].

#### Потомки Джорджа Сеймура
- Джордж Сеймур[англ.] (21 июля 1763 — 10 марта 1848), член парламента от Орфорда в 1784—1790 годах, член парламента от Тотнеса в 1796—1801 годах; жена: с 20 июля 1795 года Изабелла Гамильтон (28 сентября 1772 — ?), дочь Джорджа Гамильтона[англ.] и Элизабет Онслоу[152][153].
  - сэр Джордж Гамильтон Сеймур[англ.] (21 сентября 1797 — 2 февраля 1880), дипломат; жена: с 21 июля 1831 года Гертруда Тревор (умерла 30 августа 1883), дочь Герни Отуэя Тревора, 21-го барона Дакра[англ.], и Пайн Кросби[193].
    - Гертруда Френсис Сеймур (умерла 2 декабря 1909); муж: с 28 июля 1864 года Джеймс Фредерик Дадли Кричтон-Стюарт (17 февраля 1824 — 24 октября 1891)[193].
    - Изабела Сеймур (умерла 18 февраля 1925)[193].
    - Августа Эмили Сеймур (6 ноября 1835 — 25 февраля 1911); муж: с 27 декабря 1860 года Хью Чамли[англ.] (3 октября 1811 — 1 августа 1887), 2-й барон Деламер с 1855 года[193].
    - Артур Генри Сеймур (25 августа 1838 — 27 сентября 1910), дипломат[193].
    - Леопольд Ричард Сеймур (2 июня 1841 — 30 мая 1904); жена: с 5 июля 1871 года Мэри Хаббард Стёрджис (умерла 27 февраля 1942), дочь Рассела Стёрджиса[194].
      - Милдред Сеймур (14 августа 1872 — 28 августа 1930)[194].
      - Конвей Рассел Сеймур (24 июня 1874 — 22 января 1958); жена: с 27 мая 1897 года Луиза Мэри Стрит (умерла 28 марта 1944), дочь Дж. А. Стрита[194].
      - Ричард Стёрджис Сеймур[англ.] (21 сентября 1875 — 21 апреля 1959), дипломат и писатель; жена: с 20 апреля 1911 года Виктория Александрина Мейбл Фицрой (26 октября 1886 — 23 ноября 1969), дочь Чарльза Эдварда Фицроя и Исмей Мэри Хелен Августы Фицрой[195].
        - Леопольд Ричард Сеймур (23 сентября 1912 — 18 сентября 2000), шериф Хартфордшира в 1964 году; жена: с 13 июня 1940 года Шейла Батлер (умерла 4 февраля 1999), дочь Арнольда Чарльза Пола Батлера[196].
          - Антея Розмари Сеймур (родилась 1 июля 1941); муж: со 2 января 1965 года Дэвид Эдвард Хью Бигхэм (родился 14 апреля 1938)[196].
          - Хью Леопольд Сеймур (родился 2 июля 1943); 1-я жена: с 6 января 1971 года Эмма Мэри Хендерсон (развод в 1978 году); 2-я жена: с 31 мая 1979 года Камила Мадлен Джерард Ли (родилась 4 июля 1952), дочь Уильяма Генри Джеральда Ли и Нэнси Джейн Лесли; 3-я жена: с 30 октября 1998 года Джеорджина Френсис Бейли (родилась 11 мая 1955), дочь Майкла Ивана Виктора Бейли, 3-го барона Бёртона, и Элизабет Урсулы Форстер Уайз[197].
            - (от 2-го брака) Молли Роуз Сеймур (родилась 3 августа 1983)[197].

          - Сара Виктория Френсис Сеймур (родилась 27 июня 1952); муж: с 1979 года Уильям Джей Дуглас[196].
          - Лавиния Шейла Сеймур (родилась 8 июля 1954); муж: с 1977 года Джон Норман Джеральд Ли (родился 24 января 1949)[196].
          - Чарльз Ричард Сеймур (родился 21 ноября 1955); жена: с 1994 года Генриетта Маргарет Синтия Хохлер (родилась 11 декабря 1955), дочь Джеральда Артура Хохлера и Маргарет Синтии Стакли[196].
            - сын (родился 23 апреля 1997)[196].

        - Александра Виктория Сеймур (24 мая 1914 — 31 марта 2002); муж: с 16 декабря 1939 года Сэмюэл Эдвард Гёрни (умер в 1990)[195].
        - Джордж Фицрой Сеймур[англ.] (8 февраля 1923 — 12 мая 1994), шериф Ноттингемшира в 1960 году; жена: с 1 июня 1946 года Розмари Нест Скотт-Эллис (28 октября 1922 — 28 мая 2017), дочь Томаса Ивлина Скотта-Эллиса, 8-го барона Говарда-де-Уолден[англ.], и Маргерите ван Раальте[198].
          - Миранда Джейн Сеймур[англ.] (родилась 8 августа 1948), писательница и литературный критик; 1-й муж: с 25 октября 1972 года доктор Эндрю Аннандейл Синклер[англ.] (21 января 1935 — 30 мая 2019), историк, писатель и сценарист (развод); 2-й муж: с 1989 года Энтони Джон Готлиб (родился в 1956), писатель и журналист[198]; 3-й муж: Тед Линч[199].
          - Томас Оливер Сеймур (родился 20 октября 1952); жена: с 1989 года Салли Уорд Кулидж[200].
            - Шарлотта Эмили Сеймур (родилась в 1990)[200].
            - Эдвард Александр Сеймур (родился в 1992)[200].

          - Уильям Сеймур (родился в 1994)[200].

      - сэр Эдвард Сеймур (10 февраля 1877 — 28 февраля 1948), майор, придворный; жена: с 29 июля 1905 года Бланш Френсис Конингем (10 марта 1884 — 11 февраля 1956), дочь Генри Френсиса Конингема, 4-го маркиза Конингема, и Френсис Элизабет Сары Ивли-де-Молейнс[201].
        - Верена Мэри Сеймур (24 мая 1906 — 2 июля 1979); муж: с 30 января 1932 года Роберт Гарри Дойл (30 января 1899 — 5 октября 1965)[201].
        - Джон Эдвард Сеймур (18 октября 1915 — 16 марта 1972), майор; жена: с 17 августа 1940 года Элизабет Нора Бренд (29 августа 1915 — 18 октября 2002), дочь сэра Хьюберта Джорджа Бренда и Норы Конингем Грин[202]
          - Конвей Джон Эдвард Сеймур (13 мая 1941 — 20 ноября 2019), подполковник; 1-я жена: с 10 июля 1969 года Элизабет Голдсуорт Хант (родилась 20 апреля 1947), дочь Френсиса Голдсуорта Ханта и Элизабет Розалинды Уэлд Форстер (развод в 1979 году); 2-я жена: со 2 июля 1981 года Диана Элизабет Гибб (родилась 22 февраля 1945), дочь Майкла Эдварда Гибба и Урсулы Марии Гиббс, разведённой жене Тревора Гарро Трефгарна[203].
            - (от 1-го брака) Гарри Эдвард Сеймур (родился 17 февраля 1971); жена: с 17 августа 2002 года Лиза Джонсон, дочь Роя Джонсона[203].
            - (от 1-го брака) Арабелла Элизабет Сеймур (родилась 22 августа 1974); муж: с 1 сентября 2001 года Адам Лиль Хьюс-Ньюингтон (родился 10 июня 1968)[203].
            - (от 2-го брака) Эмили Диана Сеймур (родилась 25 марта 1992)[203].

          - Ричард Хьюберт Сеймур (родился 17 января 1947); жена: с 1982 года Аманда Клер Харди, дочь Иана Макослэна Харди[204].
            - Джеймс Ричард Эдвард Сеймур (родился в 1985); жена: Ребекка Бэнтинг, дочь Фергюса Бэнтинга[205].
              - Изабель Грейс Сеймур (родилась 28 октября 2017)[205].
              - Эдвард Джеймс Сеймур (родился 7 июля 2020)[205].

            - Сара Кэтлин Сеймур (родилась в 1987)[204].

      - Бошан Сеймур (6 октября 1878 — 20 января 1965); жена: с 12 апреля 1928 года Эва Дуглас Браун (умерла 24 декабря 1949), дочь Герберта Брауна[206].
        - Джейн Мэри Наоми Сеймур (13 октября 1929—2004); муж: с 8 января 1954 года Десмонд Эрик Ренфорд Скарр (20 мая 1919 — 9 января 2013), майор[206].
        - Энн Виктория Сеймур (13 октября 1929 — 3 октября 2017); муж: с 28 июля 1951 года Генри Роберт Менсел Портер (11 августа 1925 — 20 августа 2014), майор[206].
        - Джулиан Конвей Сеймур (родился 11 мая 1934); 1-я жена: с 15 июля 1958 года Александра Маклеод, дочь Дугласа Маклеода (развод); 2-я жена: с 7 января 1971 года Лавиния Лоуренс (13 апреля 1947 — 10 июня 2023), дочь сэра Уильяма Лоуренса, 4-го баронета Лоуренса[англ.], и Пэмелы Мэри Гордон[207].
          - (от 1-го брака) Леопольд Конвей Сеймур (родился 17 февраля 1959); жена: Эмма Чанселор[208].
            - Фредерик Конвей Сеймур (родился 10 октября 2000)[208].
            - Уильям Титус Бошан Сеймур (родился 2 сентября 2002)[208].

          - (от 1-го брака) Марк Гамильтон Сеймур (родился 5 июля 1960); жена: с 1989 года Луиза Уиттингем, дочь У. Т. Уиттингема[207].
          - (от 2-го брака) Камила Джейн Сеймур (родилась 22 марта 1973); муж: с 20 июня 2009 года Даниэль Жозеф Ломбарди[207].
          - (от 2-го брака) Гарри Уильям Сеймур (30 сентября 1974 — 23 ноября 2011)[207].

      - Этель Сеймур (17 января 1881 — 7 сентября 1962); муж: с 23 мая 1910 года сэр Эрик Генри Бонэм (3 июля 1875 — 14 ноября 1937), 3-й баронет Бонэм с 1927 года[194].
      - Лайонел Сеймур (24 февраля 1889 — 11 мая 1931); жена: с 28 октября 1909 года Кэтрин Мур Докинг Вудинг (умерла 28 августа 1932), дочь Уильяма Вудинга[194].

    - Альфред Сеймур[англ.] (16 февраля 1843 — 30 января 1897), крикетист[209].
      - Рут Сеймур (умерла 23 ноября 1959); муж: с 19 октября 1909 года Леопольд Джордж Артур Коллинз (умер 21 июля 1947)[209].
      - Джордж Сеймур (10 мая 1871 — 14 апреля 1899)[209].
      - Ральф Сеймур (3 марта 1875 — 17 декабря 1916)[209].
      - Клод Сеймур (17 марта 1876 — 2 декабря 1941), вице-адмирал; жена: с 18 июня 1919 года Ориель Дороти Квин[209].
      - Хью Сеймур (5 марта 1877 — ?)[209].
      - Вер Сеймур (14 июня 1879 — 7 марта 1916)[209].
      - Мод Сеймур (1880 — 26 ноября 1959); муж: с 15 ноября 1901 года Герберт Майоу Фишер-Роу (умер 18 января 1938)[209].
      - Ги Сеймур (1888 — около 1889)[209].

    - сэр Джордж Ивлин Сеймур (15 ноября 1848 — 11 августа 1884); жена: с 3 декабря 1874 года Ивлин Элизабет Кэмпбелл (умерла 22 сентября 1929), дочь Арчибальда Дж. Кэмпбелла[210].
      - Арчибальд Джордж Сеймур (21 сентября 1875 — 30 декабря 1933), полковник; жена: с 30 апреля 1907 года Элен Мэри Бакнолл (около 1877 — 16 августа 1973)[211].
        - Арчибальд Кеннет Сеймур (26 февраля 1908 — 2 августа 1908)[211].
        - Ивлин Роджер Сеймур (26 февраля 1908 — 28 августа 1987), подполковник; жена: с 31 марта 1936 года Розмари Ивлин Флауэр, дочь Хораса Джона Флауэра[212].
          - Арчибальд Джон Сеймур (родился 29 августа 1937); жена: с 10 октября 1961 года Лавиния Мэри Луиза Йорк, дочь Кристофера Йорка и Паулины Розмари Флетчер[213].
            - Шарлотта Луиза Сеймур (родилась 14 апреля 1963); муж: с 5 апреля 2006 года Квок Яу Ли[213].
            - Сюзанна Клер Сеймур (родилась 24 сентября 1966); муж: с 1993 года Джеймс Е. Флетчер[213].
            - Мелинда Нелл Сеймур (родилась в 1969); муж: с 10 июня 2000 года Эдвард Джонатан Лоуренс Памфри (родился 15 декабря 1963)[213].

          - Джулиан Роджер Сеймур (родился 19 марта 1945); жена: с 1984 года Диана Элизабет Гриффит[214].
            - Роуз Элизабет Сеймур (родилась в 1987)[214].
            - Арчи Кристофер Сеймур (родился в 1989)[214].

        - Кристофер Джорж Сеймур (14 августа 1913 — 12 ноября 1983), майор; жена: с 6 мая 1940 года Онор Кэтрин Литэм, дочь Сесила Максвелла Литэма[215].
          - Кристофер Марк Сеймур (родился 10 сентября 1942); жена: с 16 апреля 1968 года Кэрол Дафна Питмен, дочь Питера Питмена[216].
            - Кэтрин Луиза Сеймур (родилась 21 июня 1970)[216].
            - Томас Марк Миддлтон Сеймур (родился 19 мая 1972)[216].
            - Питер Кристофер Джеймс Сеймур (родился 2 января 1977)[216].

          - Пенелопа Джейн Сеймур (родилась 17 апреля 1944); 1-й муж: с 28 сентября 1966 года Роберт Александр Неон Рейнольдс (развод в 1974); 2-й муж: с 1979 года Нейл Джеймс Кеннеди[215].

      - сэр Реджинальд Генри Сеймур (1 августа 1878 — 2 октября 1938), подполковник; 1-я жена: с 17 июля 1922 года Уинифред Экройд (умерла 12 декабря 1925), дочь Джона Бэтхёрста Экрода; 2-я жена: с 6 августа 1930 года Кэтрин Гамильтон (25 февраля 1900 — 28 апреля 1985), дочь Джеймса Альберта Эдварда Гамильтона, 3-го герцога Аберкорна, и Розалинды Сесилии Каролине Бингем[англ.][217].
        - (от 1-го брака) Джордж Реймонд Сеймур (5 мая 1923 — 6 октября 2010), майор; жена: с 9 сентября 1957 года Мэри Квинельда Стэнли Исмей (родилась 28 июля 1929), дочь генерала Гастингса Лионеля Исмея, барона Исмея, и Лауры Кэтлин Клегг[218].
          - Кэтрин Маргарет Люси Сеймур (родилась 15 декабря 1959); муж: с 16 июля 1983 года Джон Эдвард Ричард Харборд-Хеймонд (родился 10 июля 1956), 13-й барон Саффельд с 2016 года[218].

        - (от 2-го брака) Мэри Вирджиния Сеймур (родилась 27 мая 1932)[217].
        - (от 2-го брака) Элизабет Синтия Сеймур (2 июля 1934 — 9 июня 1954)[217].
        - (от 2-го брака) Генри Чарльз Сеймур (родился 9 октября 1936); 1-я жена: с 7 апреля 1960 года Иоланда Мёррей, дочь Ричарда Б. Мёррея (развод в 1965 году); 2-я жена: с 21 ноября 1966 года Александра Мэри Сили (родилась 16 сентября 1938), дочь сэра Виктора Бэзила Джона Сили, 4-го баронета Сили, и Мэри Френсис Маргарет Коллинз[219].
          - (от 2-го брака) Конвей Сили Реджинальд Сеймур (14 октября 1968—1980)

      - Чарльз Ивлин Сеймур (1882 — 5 января 1943); 1-я жена: с 3 июня 1909 года Глэдис Эдит Мюриэль Хэдоу (умерла 18 января 1913), дочь Уолтера Генри Хэдоу и Констанции Бланш Луизы Хей-Драммонд; 2-я жена: с 25 марта 1919 года Евгения Сибила Уорд (умерла 1 ноября 1950), дочь Уильяма Хамбли Дадли Уорда и Евгении Виолеты Адели Бретт, вдова Дермонда Говарда Бланделла-Холлишеда-Бланделла и Максимилиана Френсиса Дэвида Вуда[220].
        - (от 1-го брака) Майкл Генри Сеймур (21 июля 1912 — 19 января 1978); жена: с 5 апреля 1950 года Дороти Мэри Деннис, дочь Генри Артура Денниса[220].

  - Изабелла Горация Сеймур (февраль 1801 — 5 августа 1856); муж: с 9 ноября 1820 года Генри Томас Лиддел[англ.] (10 марта 1797 — 19 марта 1878), 2-й барон Рейвенсворт и 7-й баронет Лиддел с 1855 года, 1-й граф Рейвенсворт и 1-й барон Эслингтон с 1874 года[153].
  - Эмилия Генриетта Сеймур (умерла 1 декабря 1887); муж: с 28 мая 1832 года Ричард Бойл (12 мая 1809 — 1 августа 1868), 4-й граф Шеннон с 1842 года[153].